# Liste der Baudenkmäler in Münnerstadt
Auf dieser Seite sind die Baudenkmäler in der unterfränkischen Stadt Münnerstadt zusammengestellt. Diese Tabelle ist eine Teilliste der Liste der Baudenkmäler in Bayern. Grundlage ist die Bayerische Denkmalliste, die auf Basis des Bayerischen Denkmalschutzgesetzes vom 1. Oktober 1973 erstmals erstellt wurde und seither durch das Bayerische Landesamt für Denkmalpflege geführt wird. Die folgenden Angaben ersetzen nicht die rechtsverbindliche Auskunft der Denkmalschutzbehörde.
 Diese Liste gibt den Fortschreibungsstand vom 16. April 2020 wieder und enthält 253 Baudenkmäler.

## Ensembles

### Ensemble Altstadt Münnerstadt

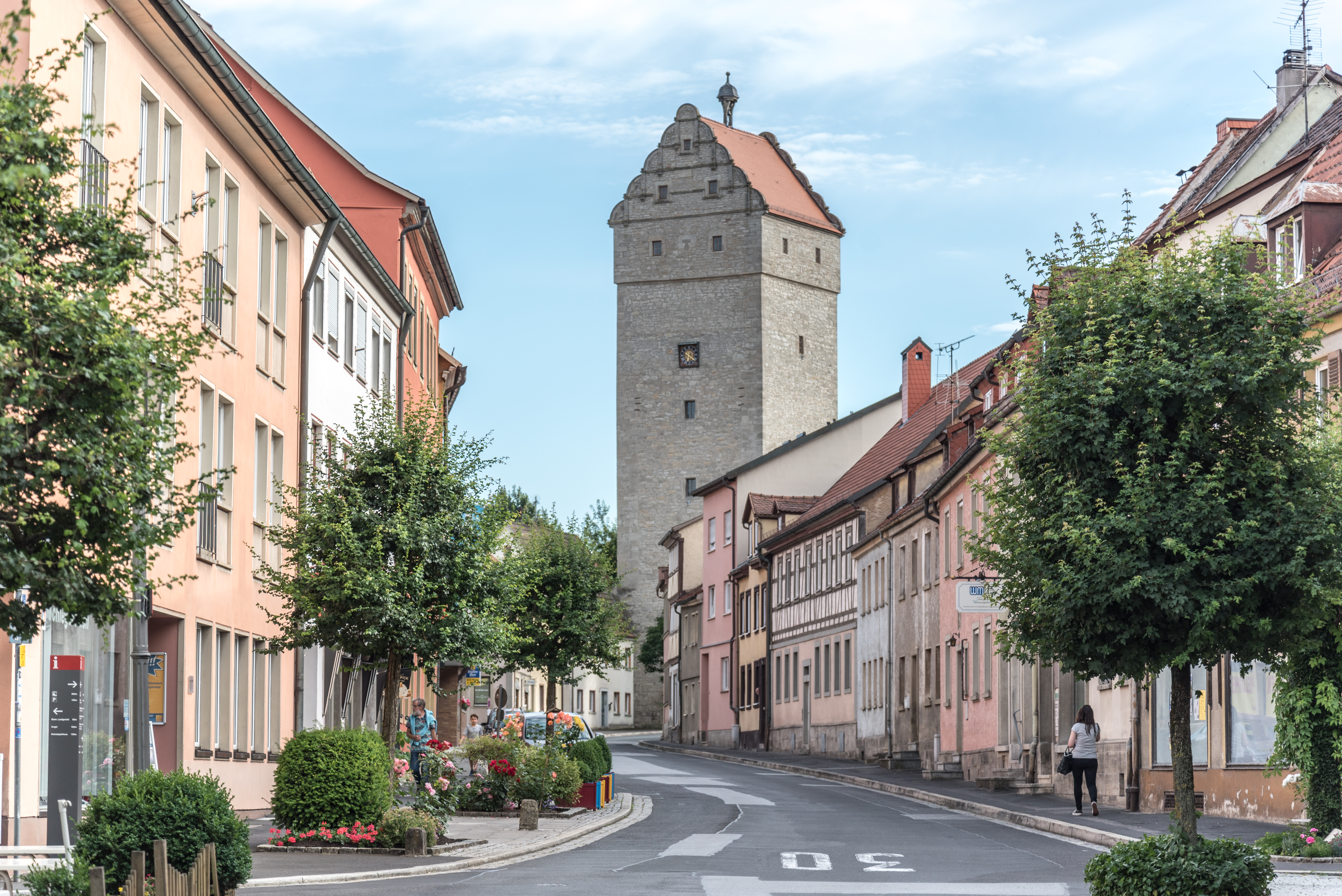
Veit-Stoß-Straße Richtung Süden mit dem Oberen Tor

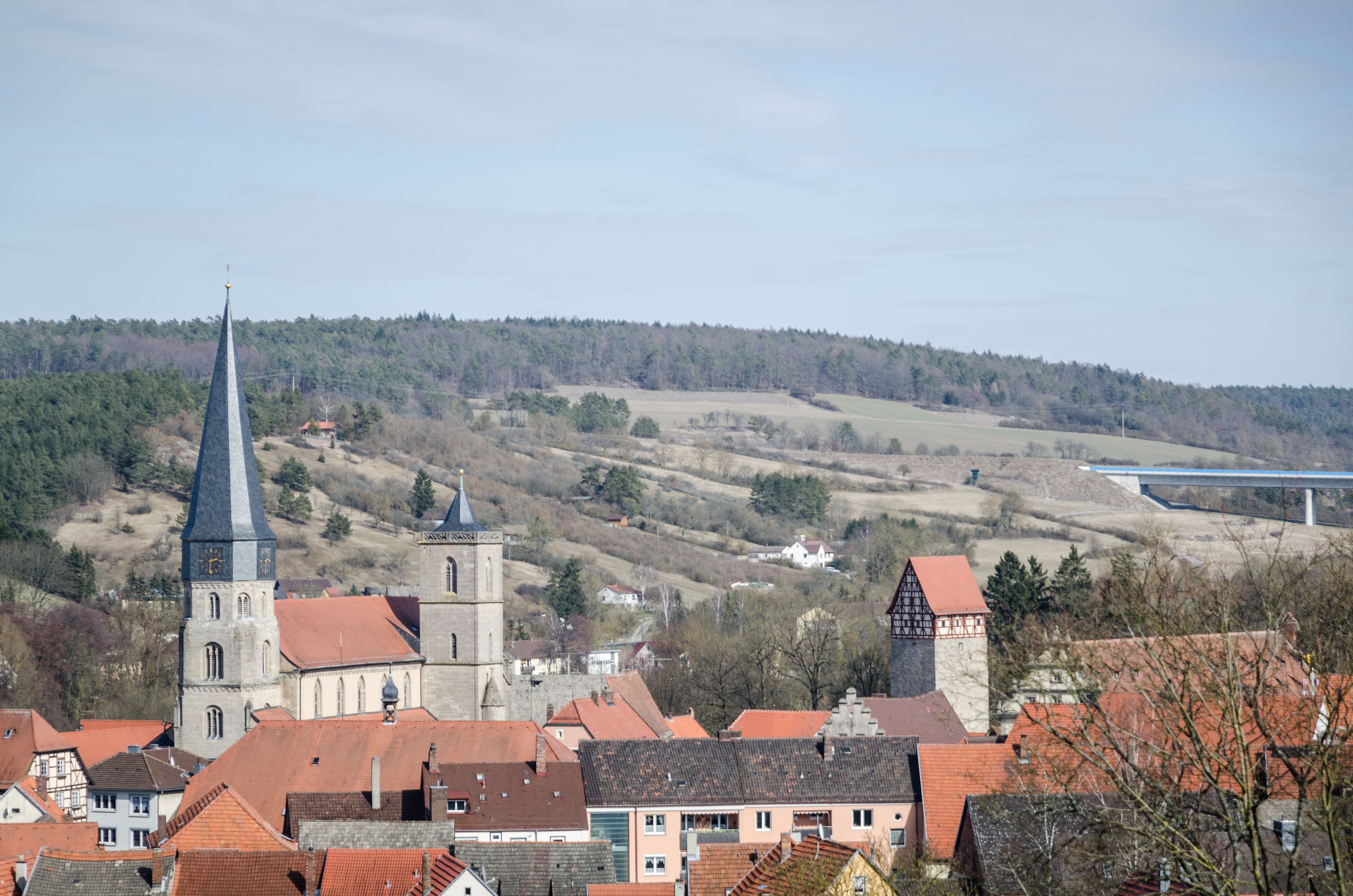
Münnerstadt von Westen mit Stadtpfarrkirche St. Maria Magdalena und dem Jörgentor

Das bereits 770 genannte Münnerstadt ist einem geräumigen, nach Süden zugespitzten Mauerkranz des 13. Jahrhunderts eingeschrieben. Die in der Längsachse liegende, von Nord nach Süd verlaufende Hauptstraße teilt das Stadtgebiet (Lage) in zwei Hälften, die sich der Gestalt nach deutlich voneinander unterscheiden: Die östliche Stadthälfte ist durch die adeligen Bezirke der ehemaligen Burg, des Kirchplatzes und der Deutschordenskomturei bestimmt, während im Westen die beiden zur Hauptstraße etwa parallel geführten Bauerngassen den bürgerlich-bäuerlichen Bereich markieren. Einen eigenen geistlichen Bezirk bildet im Nordwesten das Kloster der Augustiner-Eremiten. Die Urzelle der Siedlung ist die zwar nicht mehr bestehende, sich im Stadtkörper jedoch noch deutlich manifestierende Burganlage: Ihr Umriss bleibt in der östlichen Ausbuchtung der Stadtmauer und in dem kurvigen Verlauf der Jörgentorstraße und des Burggrabens lesbar, der Würzburger Zehnthof vertritt die Burggebäude. In engem räumlichen Zusammenhang mit der Burganlage stehen die Pfarrkirche und der Deutschherrenhof. Dem Burgbezirk südwestlich vorgelagert ist der zur Hauptstraße parallel liegende, geräumige Anger. Der nördliche Stadtbereich, in dem sich zum Augustinerkloster und zum Deutschherrenhof gehörende Gärten befanden, ist weitgehend unbebaut geblieben. Die Ackerbürgersiedlung ist durch die Hauptstraße (heute Veit-Stoß- und Riemenschneiderstraße) bestimmt, die sich in ihrem mittleren Verlauf zu einem trichterförmigen, den freistehenden Bau des Rathauses einschließenden Marktplatz weitet. Die tiefen Grundstücke sind durchweg so bebaut, dass sich die Wirtschaftsgebäude hinten befinden und durch die hintere Parallelgasse erschlossen werden. Dies ruft eine geschlossene, städtisch anmutende Bebauung in der Hauptstraße hervor. Die parallelen Bauerngassen hingegen sind nur einseitig mit Vorderhäusern besetzt. In der Hauptstraße herrscht die geschlossene Reihung zwei- bis dreigeschossiger, aus dem 18./19. Jahrhundert stammender, teilweise älterer Traufseithäuser vor. Der Marktplatz ist durch freigelegtes, konstruktives Fachwerk des 17.–19. Jahrhunderts in seiner Erscheinungsweise bestimmt. In den Bauerngassen wechseln Giebel- und Traufseithäuser ab. Die historische Bebauung ist mit Neubauten durchsetzt. Aktennummer: E-6-72-135-1.

## Stadtbefestigung
Die Stadtbefestigung (Lage) wurde bis 1251 errichtet. In weiten Teilen ist der Mauerverlauf  aus Bruchstein- und Quadermauerwerk erhalten, jedoch nicht mehr in seiner ursprünglichen Höhe. Die erhaltenen Teile befinden sich an der Südwestseite entlang des Stadtmauerweges, weiter vom südlichen Torturm, dem so genannten Oberen Tor, entlang des Ludwig-Nüdling-Weges bis zur Riemenschneiderstraße 42 im Norden und als Fragment im östlichen Anschluss an den ehemaligen nordwestlichen Torturm, den sogenannten Dicken Turm. Im nordwestlichen Verlauf weist der Mauergürtel im Bereich der Adressen Am Dicken Turm größere Lücken auf, erhaltenes Turmfundament einer ehemaligen Vorburg, in der Nähe von Leitschuhweg 1.  Die Stadtbefestigung besitzt zudem noch drei Tortürme, den so genannten Dicken Turm im Nordwesten, das Obere Tor im Süden und das so genannte Jörgentor im Osten mit Barbakane. Beginnend nördlich des Oberen Tores gibt sind, im Uhrzeigersinn, folgende erhaltene Abschnitte der Stadtbefestigung.
- Stadtmauerweg, Abschnitt der Stadtmauer, 13. Jahrhundert (Lage)
- Am Dicken Turm 14, zugehörige Stadtmauer (Lage)
- Riemenschneiderstraße 42, an der hinteren Grundstücksgrenze, Stadtmauer (Lage)
- Deutschherrnstraße 9, 11, 13, an der hinteren Grundstücksgrenze, Stadtmauer (Lage)
- Deutschherrnstraße 15, 17, an der hinteren Grundstücksgrenze, Stadtmauer (Lage)
- Deutschherrnstraße 19, an der hinteren Grundstücksgrenze, Stadtmauer (Lage)
- Leitschuhweg 3, an der hinteren Grundstücksgrenze, Stadtmauer (Lage)
- Deutschherrnstraße  21, an der hinteren Grundstücksgrenze, Stadtmauer (Lage)
- Leitschuhweg 1, an der hinteren Grundstücksgrenze, Stadtmauer (Lage)
- Hafenmarkt 14, Stadtmauer (Lage)
- Grube 21, 25, 27, 29, 31, 33, an der hinteren Grundstücksgrenze, Stadtmauer
- Streitgasse 12, 10, 8, 6, an der hinteren Grundstücksgrenze, Stadtmauer (Lage)
- Obere Torgasse 12, 10, 8, 6, 4, 2, an der hinteren Grundstücksgrenze, Stadtmauer

Aktennummer D-6-72-135-1.

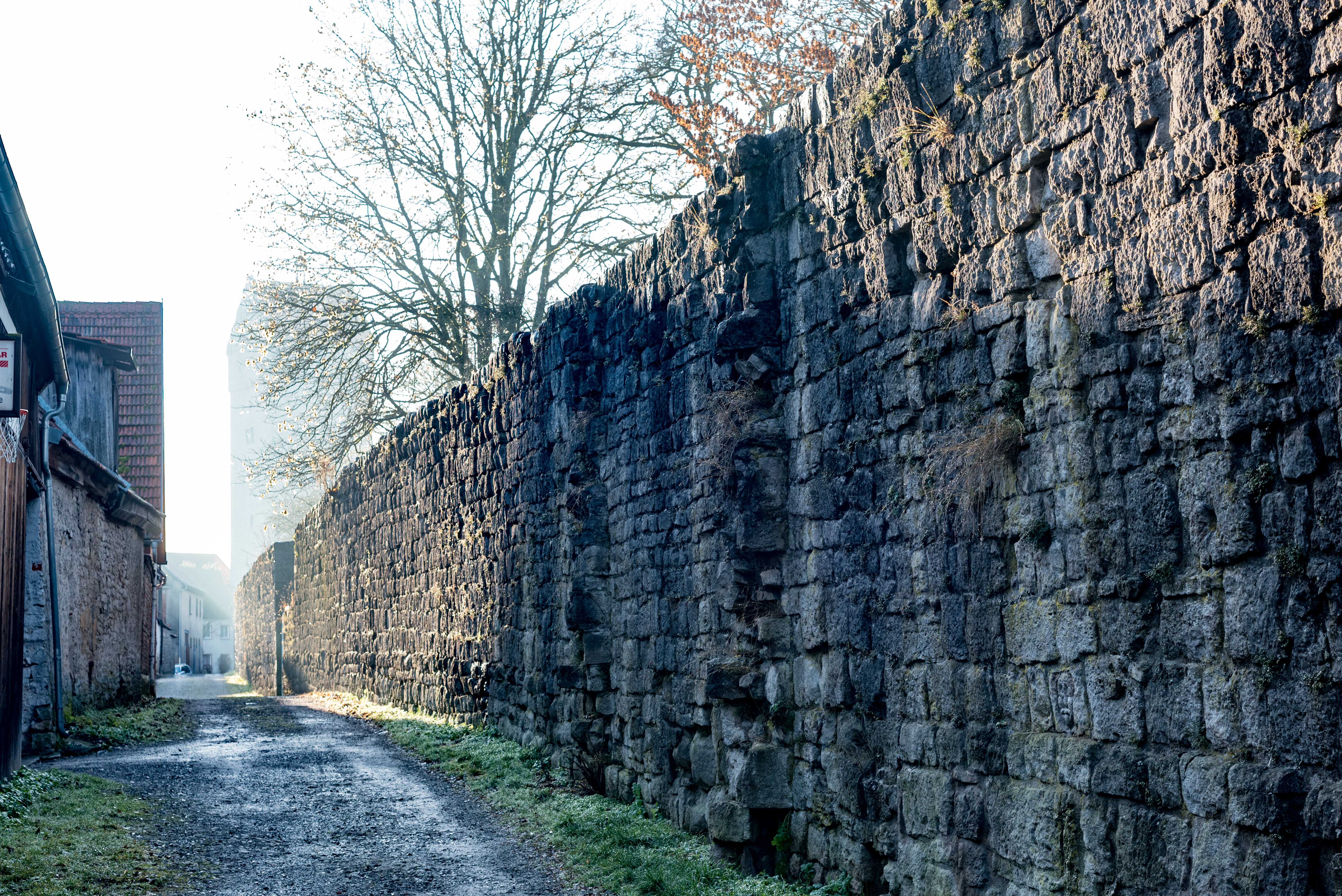
Stadtmauer am Stadtmauerweg
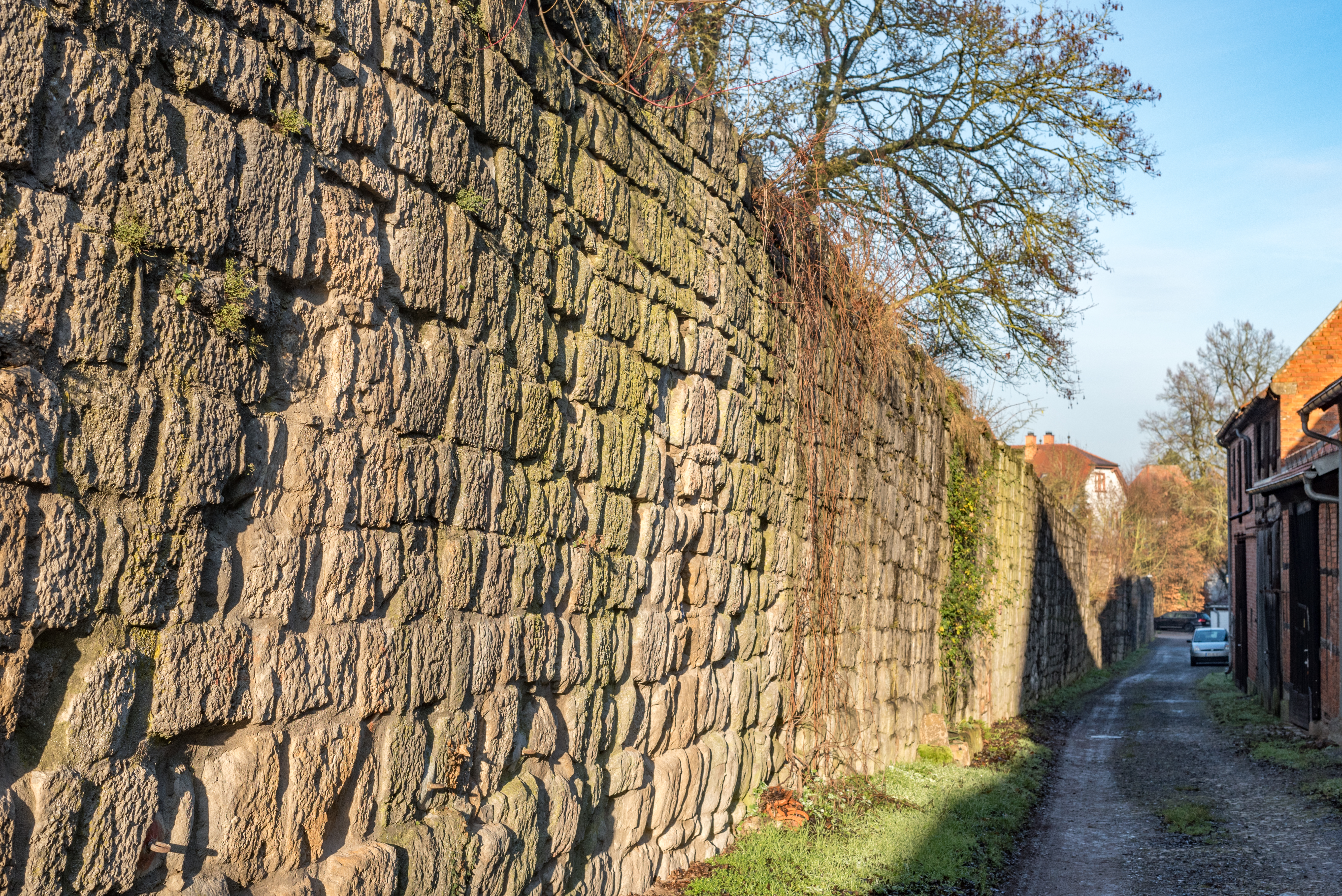
Stadtmauer am Stadtmauerweg
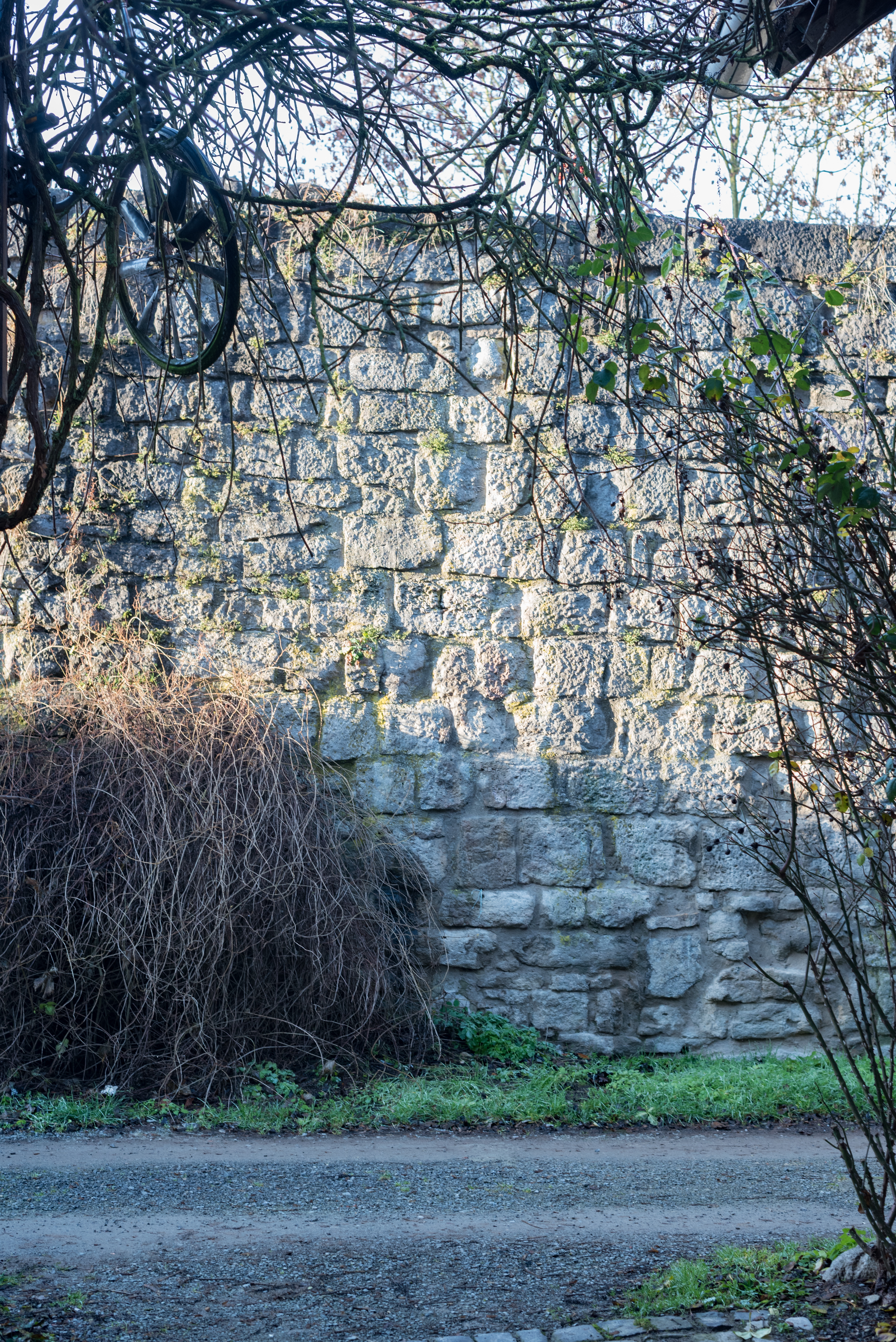
Stadtmauer am Stadtmauerweg
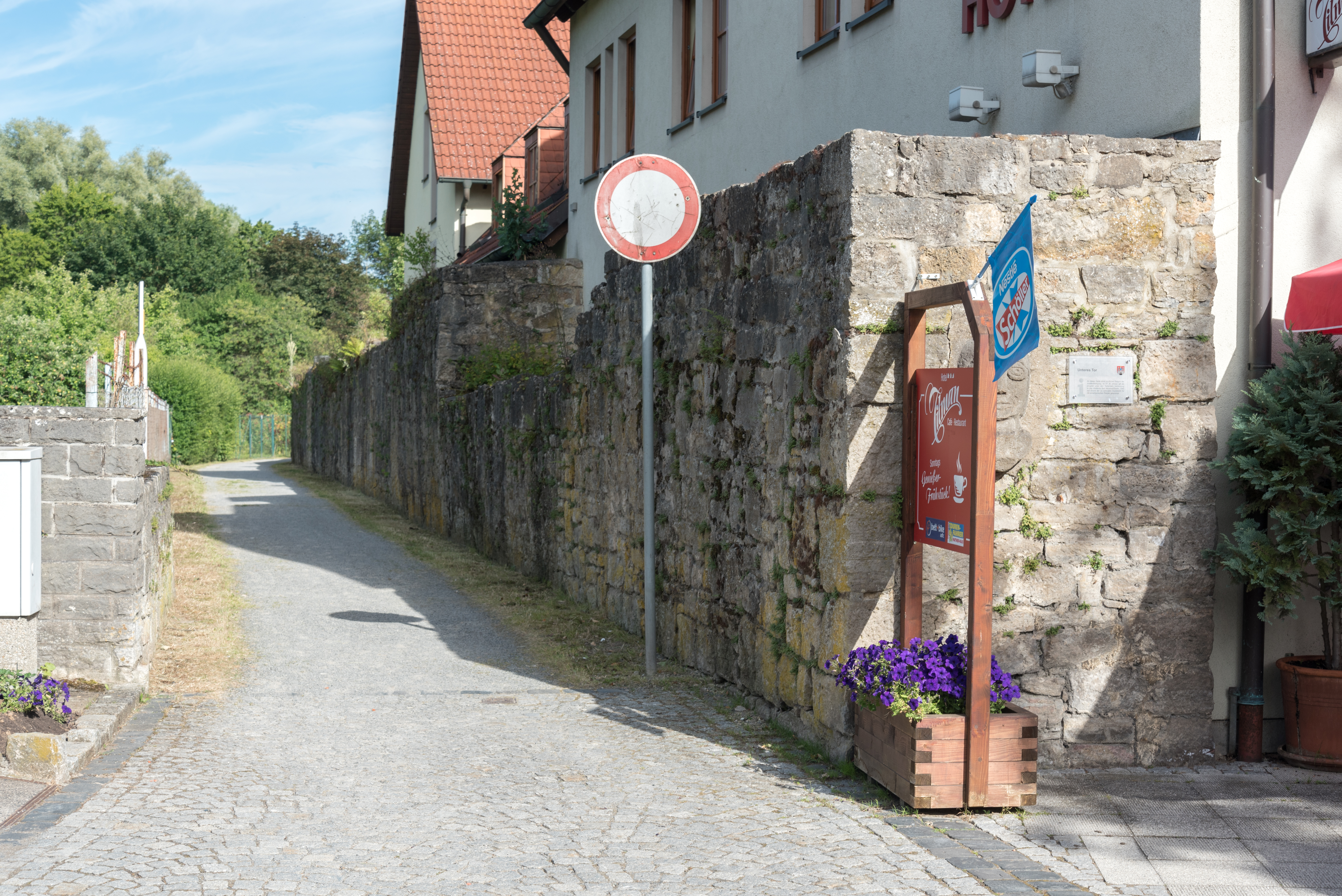
Stadtmauer östlich Meininger Straße
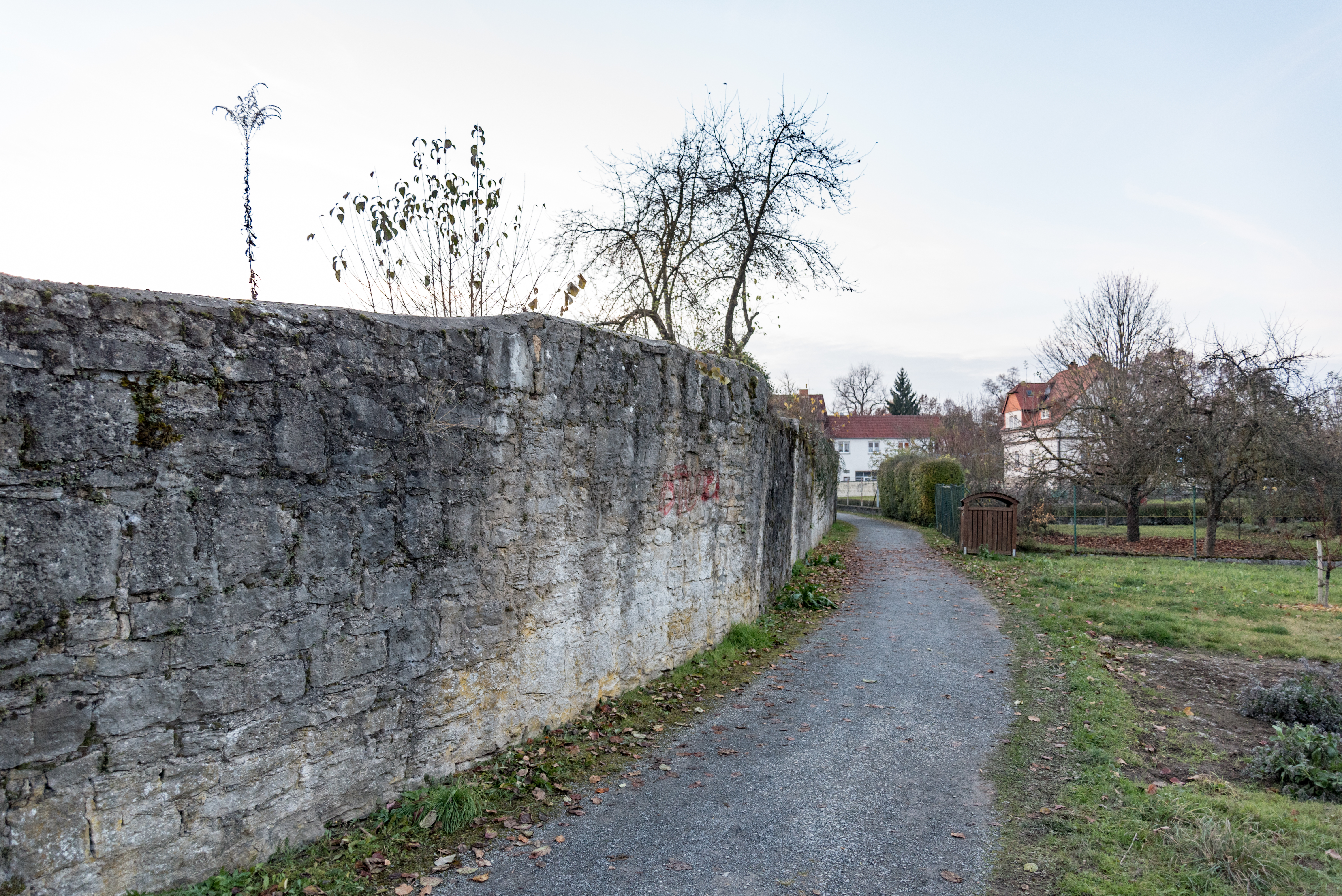
Stadtmauer am Leitschuhweg
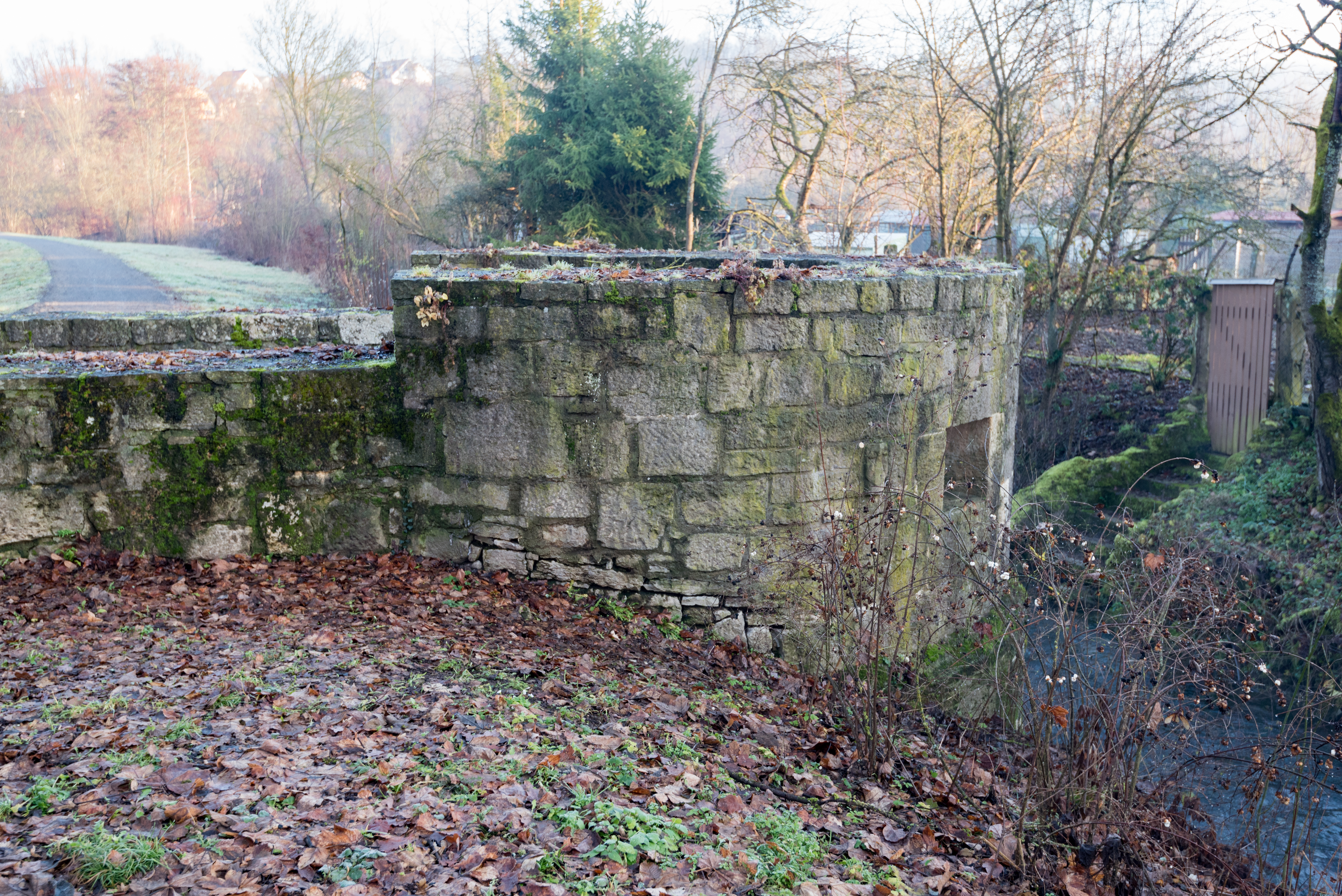
Turmrest nordöstlich des Jörgentors
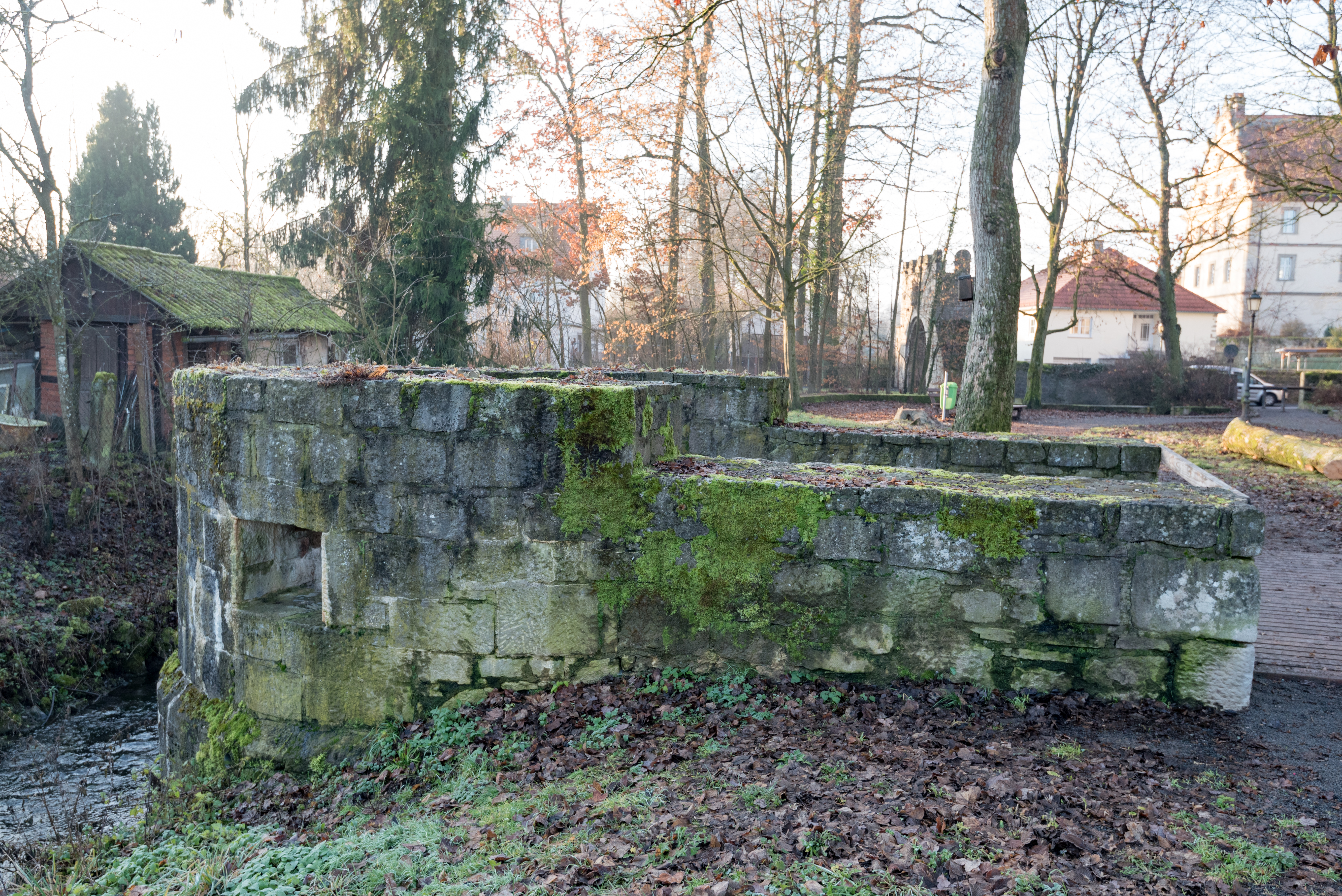
Turmrest nordöstlich des Jörgentors
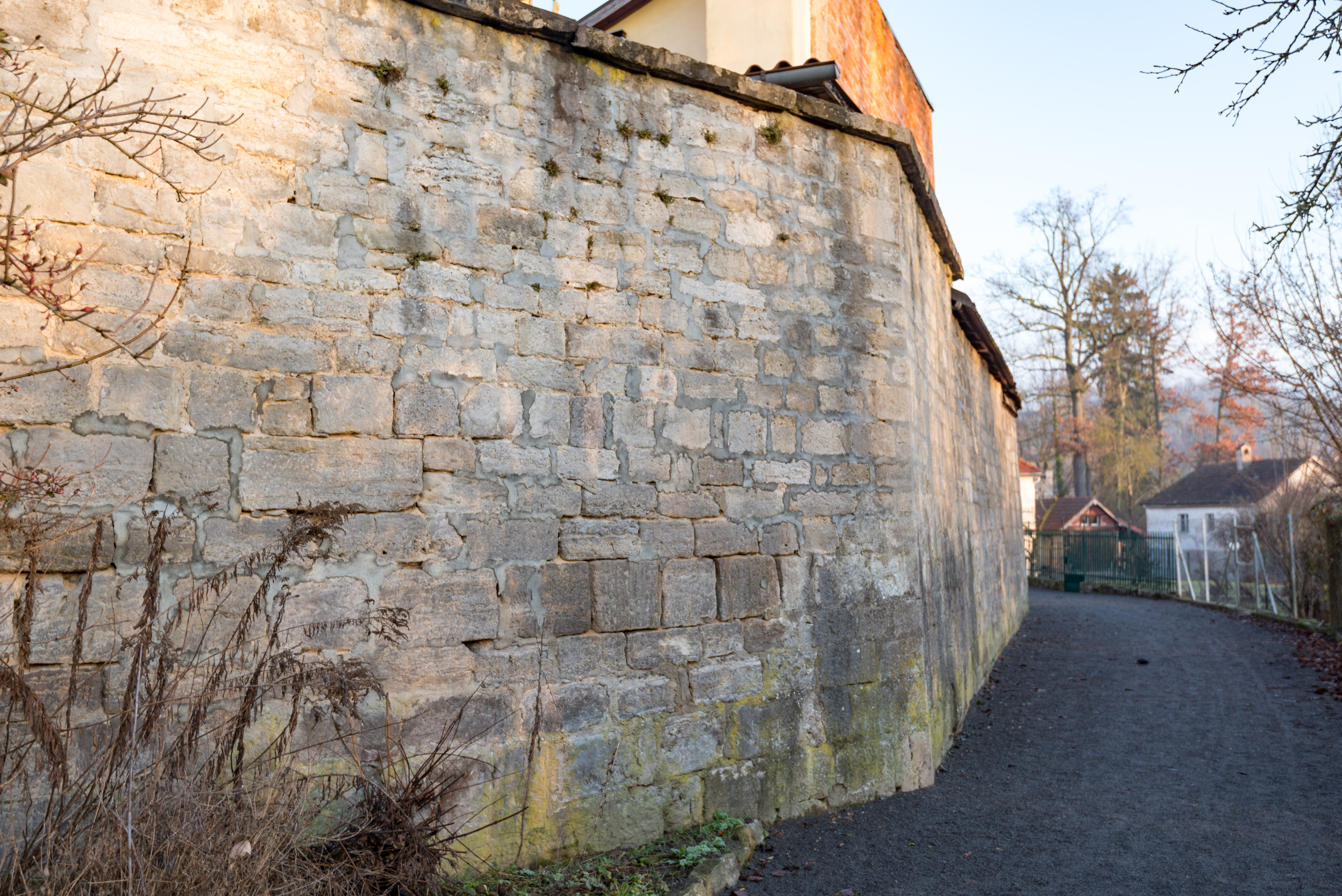
Stadtmauer bei Hafenmarkt 12
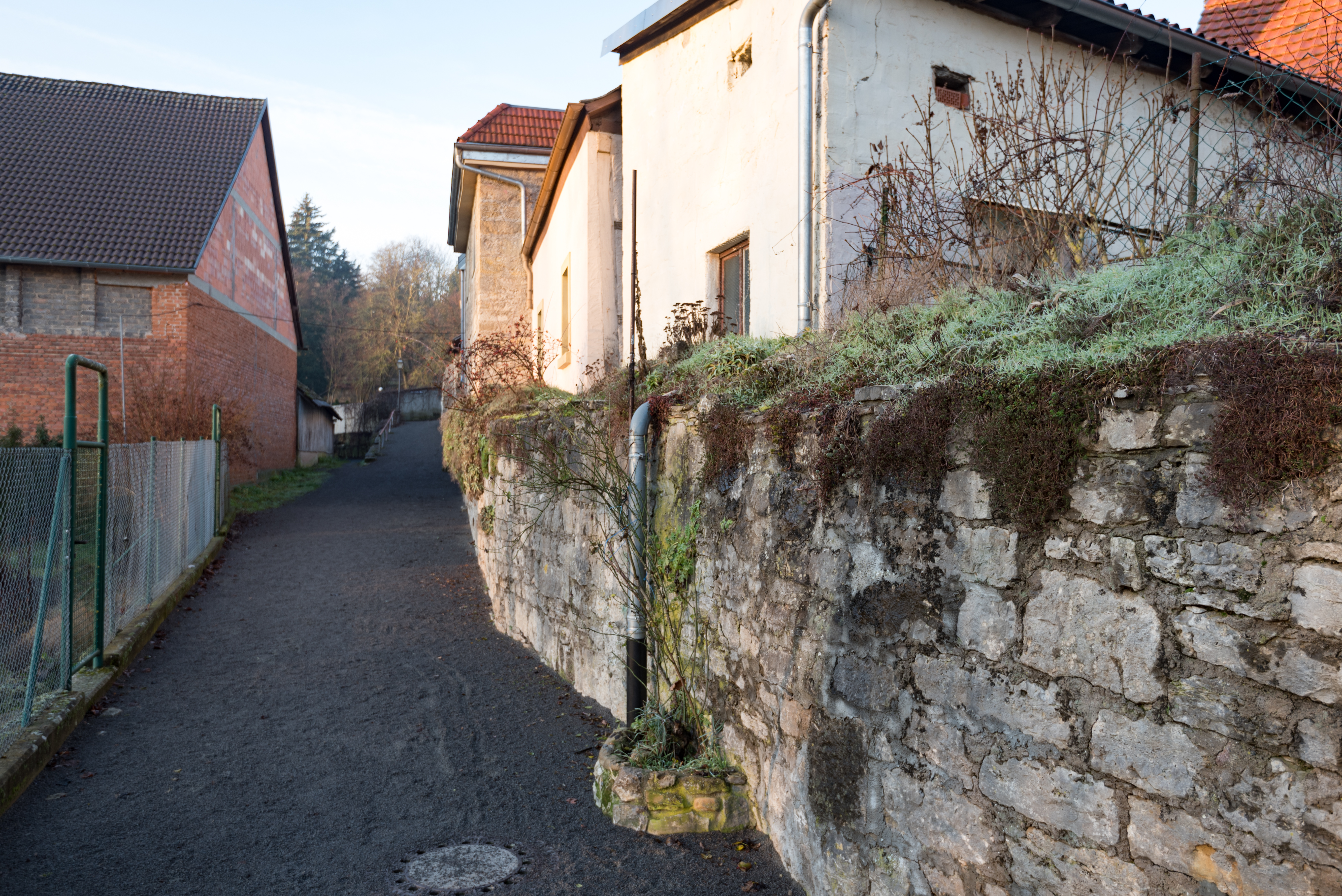
Stadtmauer bei Ludwig-Nüdling-Weg 6
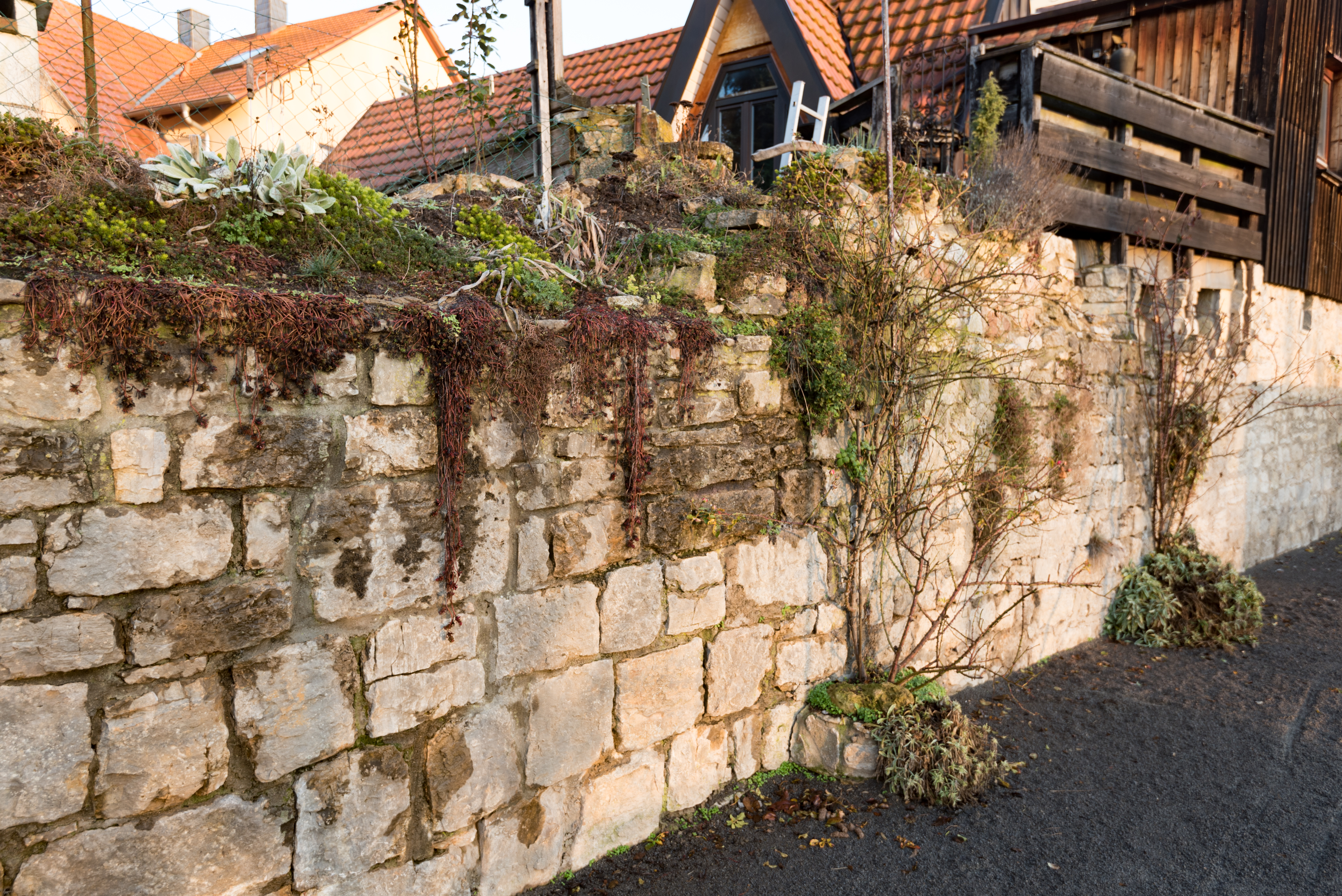
Stadtmauer bei Ludwig-Nüdling-Weg 6
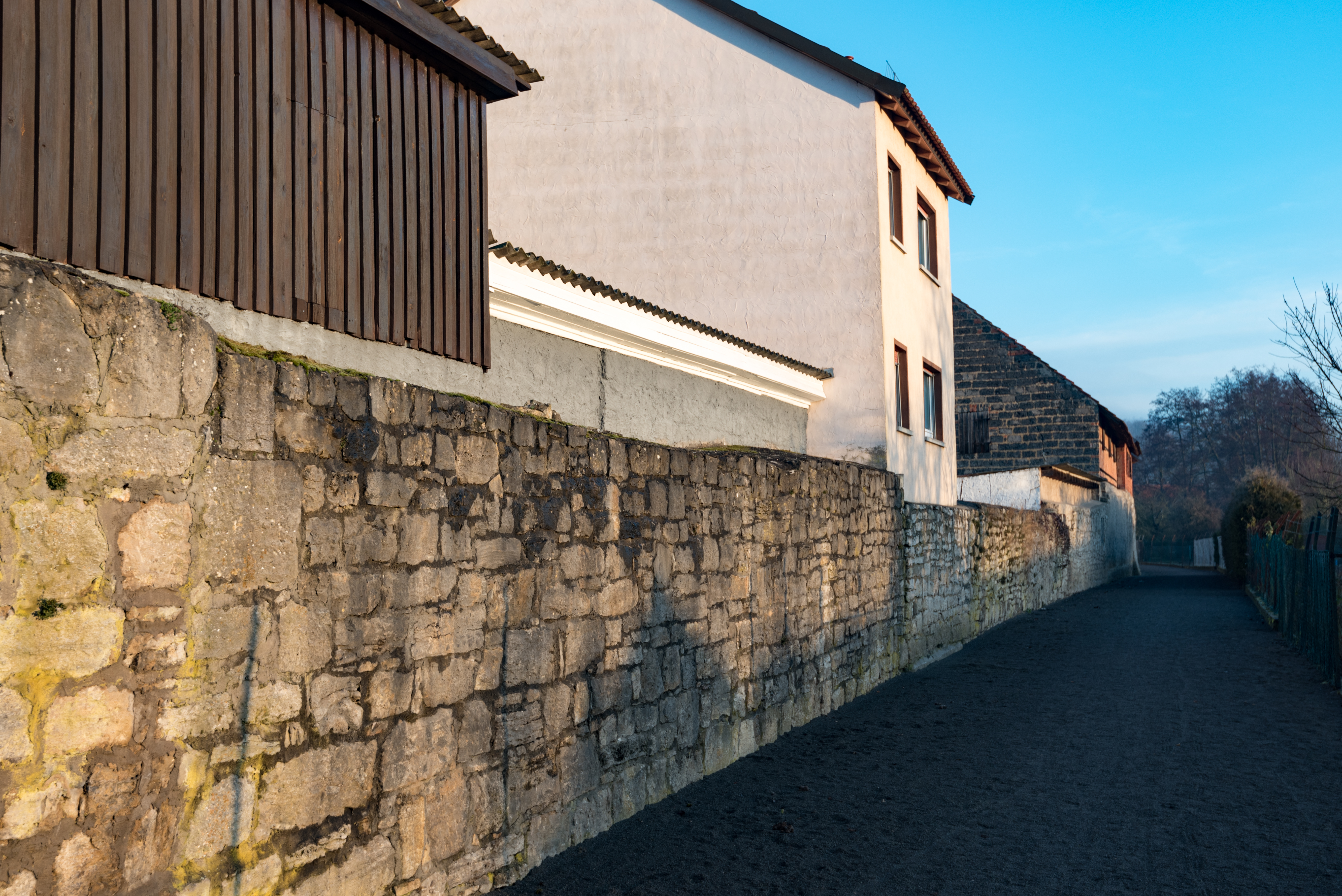
Stadtmauer bei Grube 27
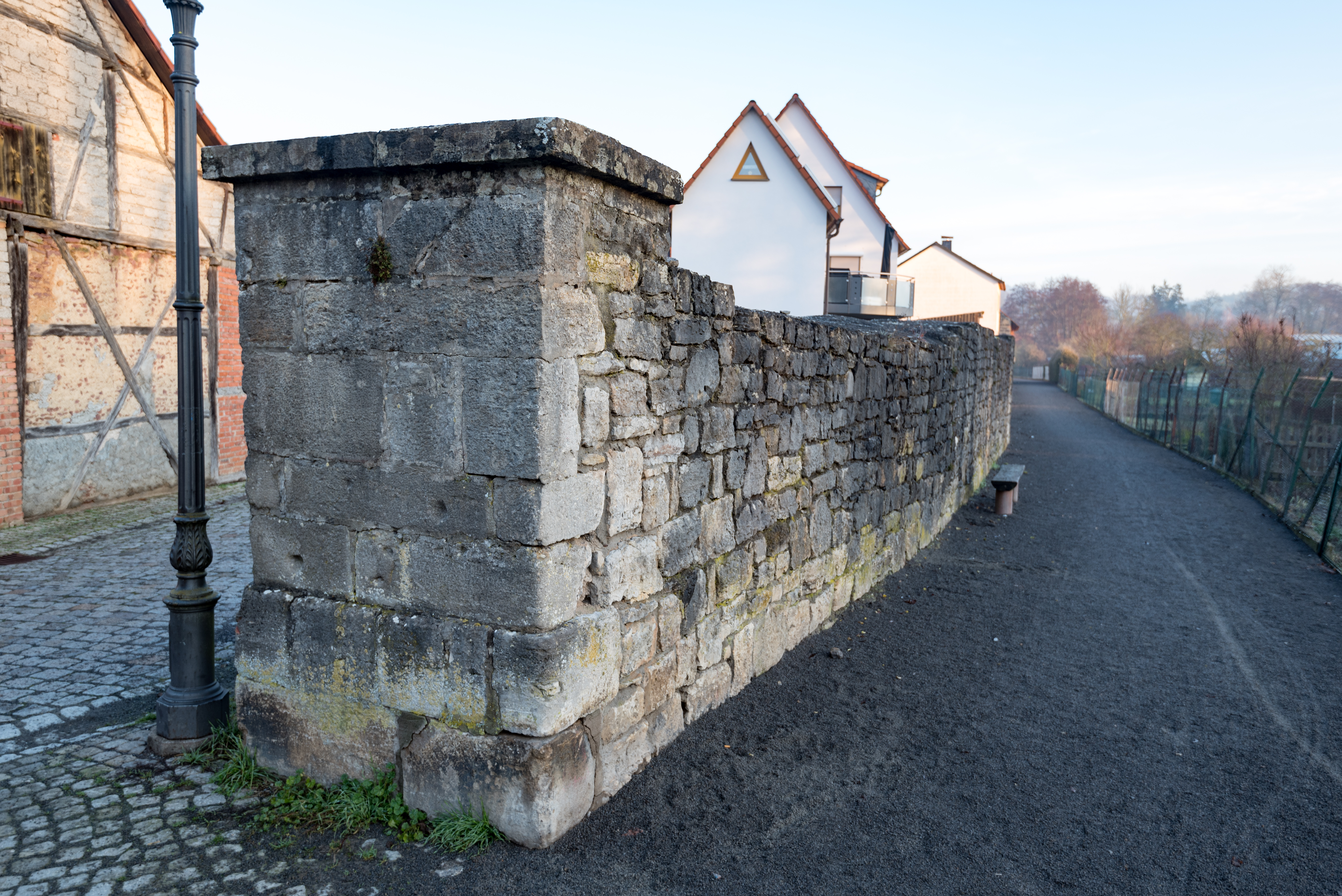
Stadtmauerdurchbruch bei Grube

Die erhaltenen Stadttore sind folgende.

| Lage                           | Objekt                           | Beschreibung | Akten-Nr.     | Bild           |
| ------------------------------ | -------------------------------- | --- | ------------- | -------------- |
| Am Dicken Turm 12 (Standort)   | Torturm, sogenannter Dicker Turm | Ehemaliges nordwestliches Stadttor, dann ehemaliges Lochgefängnis, Rundturm mit quaderförmigem Unterbau, Buckelquader, mit Kegeldach, Tordurchfahrt zugesetzt, vor 1521 | D-6-72-135-2  | weitere Bilder |
| Jörgentorgasse 11 (Standort)   | Jörgentor                        | Stadttor, massiver, fünfgeschossiger Torturm mit abschließendem Fachwerkturmaufsatz, nach 1508/09 (dendrochronologisch datiert), Tor um 1348 (dendrochronologisch datiert), mit Madonna auf der Westseite um 1380, steinernes Vorwerk, Vortor mit Voluten bekrönten Zinnen, mit Madonna um 1380, bezeichnet „1595“ | D-6-72-135-38 | weitere Bilder |
| Veit-Stoß-Straße 45 (Standort) | Stadttor, sogenanntes Oberes Tor | Quadratischer, sechsgeschossiger Torturm aus Werksteinen, Aufstockung des sechsten Stockes und Turmabschluss mit Treppengiebel und segmentbogigen Abdachungen von „1570“, bezeichnet am Giebelfeld, Mitte 13. Jahrhundert                                                                                          | D-6-72-135-84 | weitere Bilder |

## Baudenkmäler nach Gemeindeteilen

### Münnerstadt
| Lage                                                              | Objekt | Beschreibung | Akten-Nr.               | Bild           |
| ----------------------------------------------------------------- | --- | --- | ----------------------- | -------------- |
| Am Dicken Turm (Standort)                                         | Bildstock | Rundbogiger Reliefaufsatz mit Darstellung der Kreuzigung und einer Pietà, auf Rundsäule, von Julius Emes, bezeichnet „1610“. | D-6-72-135-367          | weitere Bilder |
| Am Dicken Turm 1 (Standort)                                       | Wohnhaus | Villenartiger Massivbau mit Fachwerkdachgeschoss, südlichem Turm und Sandsteingliederung, historistisch, 1904 | D-6-72-135-245          | weitere Bilder |
| Am Dicken Turm 1 (Standort)                                       | Bauzeitliches Nebengebäude mit Remise                                                                                 | Zweigeschossiger Halbwalmbau mit Fachwerkoberstock und zweigeschossigem Satteldachanbau, gleichzeitig | D-6-72-135-245          | weitere Bilder |
| Am Dicken Turm 1 (Standort)                                       | Einfriedung | Bezeichnet „1904“ | D-6-72-135-245          | weitere Bilder |
| Am Dicken Turm 3 (Standort)                                       | Wohnhaus | Villenartiger Backsteinbau mit Satteldach, Treppengiebel, Zwerchhausrisalit mit Ziergiebel, Sandsteingliederungen, in Formen der Neorenaissance, bezeichnet „1903“ | D-6-72-135-246          | weitere Bilder |
| Am Dicken Turm 3 (Standort)                                       | Zugehörige Einfriedung                                                                                                | | D-6-72-135-246          | weitere Bilder |
| Anger 1, 3 (Standort)                                             | Doppelwohnhaus | Zwei- und dreigeschossige Traufseitbauten mit Satteldach, Nr. 3 mit unterschiedlich hoch auskragenden Fachwerkobergeschossen, 1355, erneuert im 15. Jahrhundert Scheune, 1561 | D-6-72-135-3            | weitere Bilder |
| Anger 5 (Standort)                                                | Wohnhaus | Dreigeschossiger, verputzter Fachwerkbau mit Satteldach, 14. Jahrhundert | D-6-72-135-265          | weitere Bilder |
| Anger 7 (Standort)                                                | Wohnhaus | Dreigeschossiger, verputzter Halbwalmdachbau, mit traufseitig auskragendem Obergeschoss, im Kern 17. Jahrhundert, bezeichnet „1823“ | D-6-72-135-4            | weitere Bilder |
| Anger 9 ()                                                        | Torbogen | bez. 1585 | D-6-72-135-5            |                |
| Anger 13 (Standort)                                               | Wohnhaus | Viergeschossiger traufständiger Massivbau mit Satteldach, im Kern mittelalterlich | D-6-72-135-6            | weitere Bilder |
| Anger 17 (Standort)                                               | Wohnhaus | Zweigeschossiges Eckgebäude mit Fachwerkobergeschoss und Satteldach, an der Ostseite bezeichnet „1592“ und „1684“, an der Südseite bezeichnet „1805“, Nebengebäude, zweigeschossiger Satteldachbau mit massivem Erdgeschoss und Fachwerkobergeschoss, wohl 17./18. Jahrhundert | D-6-72-135-7            | weitere Bilder |
| B 287 ()                                                          | Meilenbank | Meilenstein in Form einer Bank, Sandstein, Frontseite der Sitzfläche Inschrift „7 1/2 Meilen“, bezeichnet „1811“ nicht nachqualifiziert, im Bayerischen Denkmal-Atlas nicht kartiert | D-6-72-135-92           |                |
| Bad Kissingen, an der Einmündung der B 287 in die B 19 (Standort) | Wegweiser beziehungsweise Kilometerstein, sogenannte Pyramide                                                         | In Form eines Obelisken auf Sockel, mit verschiedenen Entfernungsangaben, bezeichnet „1851“ | D-6-72-135-89           | weitere Bilder |
| Bahnhofstraße 11 (Standort)                                       | Bahnhof | Dreigeschossiger Sandsteinquaderbau mit flachgeneigtem Walmdach, um 1875 | D-6-72-135-248          | weitere Bilder |
| Bahnhofstraße 7 (Standort)                                        | Güterhalle | Eingeschossiger Ziegelbau mit Satteldach | D-6-72-135-248          | weitere Bilder |
| Bauerngasse 16 (Standort)                                         | Wohnhaus | Zweigeschossiges, giebelständiges Fachwerkhaus mit Satteldach, um 1700 | D-6-72-135-8            | weitere Bilder |
| Bauerngasse 42 (Standort)                                         | Ehemaliger Patrizierhof, seit 1405 ehemaliger Wirtschaftshof des Klosters Maria Bildhausen                            | Zunächst zweigeschossige Zweiflügelanlage mit Fachwerkobergeschossen, Nordflügel, ältester Teil mit spätgotischem Fachwerk, 1424/25 (dendrochronologisch datiert), bezeichnet „1556“, erweitert zur Dreiflügelanlage, Südflügel, zweigeschossiger Fachwerkbau mit Satteldach, 17. Jahrhundert | D-6-72-135-9            | weitere Bilder |
| Bauerngasse 44 (Standort)                                         | Relief | Mit Wappen und Kruzifix, 17. Jahrhundert; Türrahmung, bezeichnet „1583“ | D-6-72-135-10           | weitere Bilder |
| Deutschherrnstraße 12 (Standort)                                  | Gewölbekeller | Massives Kreuzgratgewölbe mit Säulenstellungen, 16. Jahrhundert | D-6-72-135-249          | weitere Bilder |
| Deutschherrnstraße 16 (Standort)                                  | Ehemaliges Wirtschaftsgebäude                                                                                         | Zum Wirtschaftshof der Deutschordenskomturei gehörig, zweigeschossiger, traufständiger Walmdachbau, Wappen bezeichnet „1533“ und „1741“ | D-6-72-135-12           | weitere Bilder |
| Deutschherrnstraße 12 (Standort)                                  | Gartenmauer | Sandstein, am Durchgang bezeichnet „1629“ | D-6-72-135-12 zugehörig | weitere Bilder |
| Deutschherrnstraße 18 (Standort)                                  | Ehemalige Deutschordenskomturei                                                                                       | Geschlossene Anlage um fünfeckigen Binnenhof, zwei- bzw. dreigeschossige, verputzte Massivbauten mit Satteldächern, an der Westecke des Innenhofes Sandsteinportal, bezeichnet „1611“, an der Ostseite des Innenhofes Erker, bezeichnet „1621“ | D-6-72-135-14           | weitere Bilder |
| Deutschherrnstraße 23 (Standort)                                  | Ehemalige Mühle der Deutschordenskommende                                                                             | Zweigeschossiger Walmdachbau, mit Wappen bezeichnet „1533“ und „1731“, „1735“ | D-6-72-135-16           | weitere Bilder |
| Dr.-Ortloff-Weg 1 (Standort)                                      | Wappenstein | Schönborn-Wappen und Inschrifttafel, transloziert vom ehemaligen Gymnasiumbau des Augustinerklosters, Sandstein, bezeichnet „1689“ | D-6-72-135-268          | BW             |
| Finstere Gasse 6 (Standort)                                       | Ehemalige Kelterhalle des Augustinerklosters, dann ehemaliger Bierkeller                                              | Eingeschossiges Traufseithaus mit massivem Erdgeschoss, Satteldach und großer Toreinfahrt, am Ort der einstigen Synagoge, bezeichnet „1567“ | D-6-72-135-19           | weitere Bilder |
| Finstere Gasse 8 (Standort)                                       | Dachwerk | Gotisch | D-6-72-135-20           | weitere Bilder |
| Finstere Gasse 8 (Standort)                                       | Relief | Mit Darstellung der Heiligen Familie, Sandstein, bezeichnet „1777“ | D-6-72-135-20           | weitere Bilder |
| Finstere Gasse 9 (Standort)                                       | Wohnhaus | Zweigeschossiges Eckhaus mit Satteldach, an der östlichen Schmalseite abgewalmt, im Obergeschoss verputztes Fachwerk und Vorkragung, im Kern 17. Jahrhundert | D-6-72-135-21           | weitere Bilder |
| Nähe Finstere Gasse (Standort)                                    | Massives Erdgeschoss                                                                                                  | 17. Jahrhundert | D-6-72-135-18           | weitere Bilder |
| Nähe Freiherr-von-Lutz-Straße (Standort)                          | Wegkreuz | Kruzifix auf Postament mit Inschrift, Sandstein, bezeichnet „1839“ | D-6-72-135-22           | BW             |
| Nähe Friedhofstraße (Standort)                                    | Ölbergkapelle | Heiligenhäuschen mit Skulpturengruppe der lukanischen Tröstung, bezeichnet „1815“ | D-6-72-135-25           | weitere Bilder |
| Friedhofstraße 2 (Standort)                                       | Ehemalige Mühle | Zweigeschossiger, verputzter Fachwerkbau, mit Satteldach, 1834 | D-6-72-135-23           | weitere Bilder |
| Friedhofstraße 7 (Standort)                                       | Friedhof, historischer Teil im Westen                                                                                 | Mit Grabdenkmälern des 19. Jahrhunderts, mit östlicher Friedhofserweiterung, 20. Jahrhundert | D-6-72-135-24           | weitere Bilder |
| Friedhofstraße 7 (Standort)                                       | Teile der alten Friedhofsmauer                                                                                        | | D-6-72-135-24           | weitere Bilder |
| Friedhofstraße 7 (Standort)                                       | Kreuzigungsgruppe | Sandstein, Ende 18. Jahrhundert | D-6-72-135-24           | BW             |
| Friedhofstraße 12 (Standort)                                      | Hoftor | Sandstein, am Scheitel bezeichnet „1598“ | D-6-72-135-26           | weitere Bilder |
| Gymnasiumstraße 14 (Standort)                                     | Wohnhaus | Zweigeschossiger Walmdachbau mit Fachwerkkniestock und Dachhäuschen mit Pyramidendach, bezeichnet 1906 | D-6-72-135-251          | weitere Bilder |
| Gymnasiumstraße 17 (Standort)                                     | Villa | Zweigeschossiger, verputzter Bau mit Schopfwalmdach, Turm und doppelstöckigen Holzlauben auf der Nordseite, von Carl Krampf, 1900 | D-6-72-135-250          | weitere Bilder |
| Gymnasiumstraße 17 (Standort)                                     | Remise | Offene, zweigeschossige Ständerkonstruktion mit Satteldach und mittigem, massivem Zwerchhausrisalit, wohl zeitgleich | D-6-72-135-250          | BW             |
| Gymnasiumstraße 17 (Standort)                                     | Einfriedung | Schmiedeeisen, wohl zeitgleich | D-6-72-135-250          | weitere Bilder |
| Hafenmarkt 1 (Standort)                                           | Wohnhaus, sogenanntes Heimatspielhaus                                                                                 | Zweigeschossiges Gebäude in Ecklage, mit Zierfachwerk und Krüppelwalmdach, über hochmittelalterlichem Kern 1478 erbaut, Erweiterungen 1573 und im 18. Jahrhundert, bezeichnet „1801“ | D-6-72-135-28           | weitere Bilder |
| Hafenmarkt 1 (Standort)                                           | Nebengebäude | Wohl 16. Jahrhundert | D-6-72-135-28           | weitere Bilder |
| Hafenmarkt 14 (Standort)                                          | Ehemalige fürstbischöfliche Zehntscheune, errichtet anstelle der Burg des Rittergeschlechts der von Henneberg-Aschach | Langgestreckter, dreigeschossiger Satteldachbau, mit Volutengiebeln, 1699 | D-6-72-135-30           | weitere Bilder |
| Hainberg (Standort)                                               | Ehemaliger Wartum, so genannter Blauer Storch                                                                         | Ruine eines Rundturmes aus Quadergestein, 14./15. Jahrhundert | D-6-72-135-88           | BW             |
| Hemmerichsgrund (Standort)                                        | Wegkreuz | Kruzifix auf Postament mit Inschrift, Sandstein, bezeichnet „1810“ | D-6-72-135-95           | BW             |
| Hennebergstraße 8 (Standort)                                      | Wohnhaus | Dreigeschossiger, traufseitiger Satteldachbau mit Fachwerkobergeschossen, bezeichnet „1835“ | D-6-72-135-31           | weitere Bilder |
| Hennebergstraße 14 (Standort)                                     | Wohnhaus | Zweigeschossiges, giebelständiges Satteldachhaus mit Fachwerkgiebel, im Kern 16. Jahrhundert, am Keller bezeichnet „1586“ | D-6-72-135-32           | weitere Bilder |
| Jörgentorgasse 1 (Standort)                                       | Ehemaliges Amtshaus, sogenannter Henneberger Hof, von 1600 bis 1689 Pfarrhof, von 1660 bis 1689 ehemaliges Gymnasium  | Dreigeschossiger Gebäudekomplex mit Satteldach und erneuerter Toreinfahrt mit Henneberger Wappen, über mittelalterlichem Kern, wohl 16./17. Jahrhundert | D-6-72-135-33           | weitere Bilder |
| Jörgentorgasse 4 (Standort)                                       | Wohnhaus | Zweigeschossiger, giebelständiger Fachwerkbau, bezeichnet „1654“, mit südlich angrenzender Scheune, verputzter Satteldachbau mit massivem Erdgeschoss, wohl zeitgleich | D-6-72-135-34           | weitere Bilder |
| Jörgentorgasse 5 (Standort)                                       | Wohnhaus | Zweigeschossiger, verputzter Satteldachbau mit überbauter Toreinfahrt, darüber Wappenstein des 17. Jahrhunderts, erbaut über älterem Kern, 18. Jahrhundert | D-6-72-135-35           | weitere Bilder |
| Jörgentorgasse 8 (Standort)                                       | Ehemaliges Wohnstallhaus                                                                                              | Dreigeschossiger, giebelständiger Fachwerkbau über hohem Sockel, rückwärtiger Stallteil erneuert, 17./18. Jahrhundert | D-6-72-135-37           | weitere Bilder |
| Kapellengasse (Standort)                                          | Kriegerdenkmal für 1870/71                                                                                            | Schmucksäule mit Waffenornamenten und Eisernem Kreuz auf Postament, davor ruhender Löwe, Sandstein, bezeichnet „1885“ | D-6-72-135-45           | weitere Bilder |
| Kapellengasse (Standort)                                          | Kriegerdenkmal für die Gefallenen des Krieges von 1870/71                                                             | Säule auf Postament mit Kriegsinsignien und Akantuskapitell mit Bekrönung, davor liegende Löwenskulptur, Sandstein, nach 1871 | D-6-72-135-271          | weitere Bilder |
| Kirchplatz 4 (Standort)                                           | Wohnhaus | Zweigeschossiges, giebelständiges Fachwerkhaus, mit Krüppelwalmdach, 1504, Umbauten im 18. Jahrhundert | D-6-72-135-40           | weitere Bilder |
| Kirchplatz 6 (Standort)                                           | Ehemaliger Bauernhof, sogenannter Purian-Hof                                                                          | Zweigeschossiges, verputztes Fachwerkhaus mit Satteldach, älterer Kern, Toreinfahrt bezeichnet „1552“, Mitte 19. Jahrhundert | D-6-72-135-252          | weitere Bilder |
| Kirchplatz 7 (Standort)                                           | Katholische Stadtpfarrkirche St. Maria Magdalena                                                                      | Dreischiffige Basilika mit Langchor, Westturm Mitte 13. Jahrhundert, Aufsatz und Spitzhelm 17. Jahrhundert, Chor mit flankierenden Türmen über Kapellen, zweites Viertel 15. Jahrhundert, ein Chorturm bezeichnet 1446, Langhaus, wohl zeitgleich mit Chor, südliches Seitenschiff im Osten 1502 gewölbt, unter Julius Echter 1608–1612 erneuert, Westempore auf toskanischen Säulen mit Netzgewölbe, 17. Jahrhundert, im 19. Jahrhundert nach Osten erweitert; mit Ausstattung | D-6-72-135-41           | weitere Bilder |
| Kirchplatz 7 (Standort)                                           | Einfriedung | | D-6-72-135-41           | weitere Bilder |
| Kirchplatz 10 (Standort)                                          | Ehemaliges Mesnerhaus                                                                                                 | Zweigeschossiger, giebelständiger Satteldachbau, mit Zierfachwerk, bezeichnet „1627“ | D-6-72-135-42           | weitere Bilder |
| Kirchtal (Standort)                                               | Kreuzschlepper | Figur des kreuztragenden Christus auf Knien, auf hohem Sockel mit Inschrift, Sandstein, Säule erneuert, bezeichnet „1755“ | D-6-72-135-91           | weitere Bilder |
| Klostergasse 5 (Standort)                                         | Ehemalige Scheune | Zweigeschossiger Fachwerkbau mit Satteldach, über nordseitigem Anbau abgeschleppt, 17./18. Jahrhundert | D-6-72-135-43           | weitere Bilder |
| Klostergasse 10 (Standort)                                        | Kloster der Augustinereremiten, St. Michael, katholische Augustinerklosterkirche                                      | Flachgedeckter Saalbau mit tonnengewölbtem Chor und Dachreiter, von Johann Michael Schmidt, 1752–54, mit Ausstattung | D-6-72-135-44           | weitere Bilder |
| Stenayer Platz 2, Stenayer Platz 8 (Standort)                     | Kloster der Augustinereremiten, Klostergebäude                                                                        | Um einen Hof angeordnete zwei- bzw. dreigeschossige, verputzte Klostergebäude, Nord- und Ostflügel 1664–67, Westflügel 1735–36, im Südwestflügel sogenannte Alte Aula des ehemaligen Gymnasiums, zweigeschossiger, ehemals steinsichtiger Satteldachbau, am Portal bezeichnet „1688“, 1707 verputzt, im westlichen Anschluss daran Erweiterungsbau des Gymnasiums, zweigeschossiger Massivbau mit Walm- bzw. Satteldach, 1896/97                                                | D-6-72-135-44           | weitere Bilder |
| Landgerichtsgasse 2 (Standort)                                    | Ehemaliges Landgericht                                                                                                | Ursprünglich Vierflügelanlage, heute Dreiflügelanlage, Hauptbau bzw. Nordflügel, dreigeschossiger verputzter Mansardwalmdachbau, im Kern von 1683, Umbau durch Balthasar Neumann, 1744–1748, Ostflügel, zweigeschossiger Satteldachbau mit Fachwerkobergeschoss, wohl 16./17. Jahrhundert, Südflügel, Satteldachbau aus Bruchstein, 1696 | D-6-72-135-45           | weitere Bilder |
| Landgerichtsgasse 3 (Standort)                                    | Wohnhaus | Zweigeschossiger Satteldachbau mit Fachwerkobergeschoss und -giebel und verputztem Erdgeschoss, mit großem Eingangstor, am Keller bezeichnet „1572“ | D-6-72-135-46           | weitere Bilder |
| Leitschuhweg 1 (Standort)                                         | Vermutlich ehemaliges Wasserschloss des Talbachs                                                                      | Zweigeschossiger Bau mit Pyramidendach, Erdgeschoss massiv, mit Keller und Schartenfenstern, wohl 16. Jahrhundert, Fachwerkobergeschoss, 18. Jahrhundert | D-6-72-135-247          | weitere Bilder |
| Marktplatz 1 (Standort)                                           | Rathaus | Zweigeschossiger Krüppelwalmdachbau mit Fachwerkobergeschoss und -giebel und massivem Erdgeschoss mit ehemaliger offener, dreischiffiger Halle, spätgotisch, bezeichnet „1467“ | D-6-72-135-48           | weitere Bilder |
| Marktplatz 2 ()                                                   | Wohn- und Geschäftshaus                                                                                               | dreigeschossiger, einseitig halb abgewalmter Satteldachbau mit freigelegten Fachwerkgeschossen, um 1830, verputztes Erdgeschoss und rückwärtiges Nebengebäude im Kern wohl um 1672 unter Verwendung spätmittelalterlicher Hölzer (nach 1457 dendro.dat.) und über mittelalterlichem Keller, Ladenfassade des späten 19. Jh. mit Stichbogenrahmen rekonstruiert, im Inneren stark erneuert                                                                                       | D-6-72-135-371          |                |
| Marktplatz 3, 4, in der Tordurchfahrt (Standort)                  | Ständerkonstruktion                                                                                                   | Spätgotisch | D-6-72-135-254          | weitere Bilder |
| Marktplatz 5 (Standort)                                           | Wohnhaus | Zweigeschossiger, Fachwerkbau mit verputztem Erdgeschoss und Schopfwalmdach, erste Hälfte 19. Jahrhundert | D-6-72-135-49           | weitere Bilder |
| Marktplatz 6 (Standort)                                           | Wohnhaus | Zweigeschossiger Fachwerkbau mit Schopfwalm, Erdgeschoss durch modernen Schaufenstereinbau verändert, erste Hälfte 19. Jahrhundert | D-6-72-135-50           | weitere Bilder |
| Marktplatz 7 (Standort)                                           | Wohnhaus | Zweigeschossiges, verputztes Fachwerkhaus mit massivem Erdgeschoss und Satteldach, 18. Jahrhundert | D-6-72-135-51           | weitere Bilder |
| Marktplatz 9 (Standort)                                           | Gasthaus | Viergeschossiger Fachwerkbau mit massivem Erdgeschoss und Krüppelwalmdach in Ecklage, 18. Jahrhundert | D-6-72-135-52           | weitere Bilder |
| Marktplatz 11 (Standort)                                          | Ehemaliges Wohnhaus                                                                                                   | Traufseithaus mit vorspringenden Fachwerkobergeschossen, 16./17. Jahrhundert | D-6-72-135-17           | weitere Bilder |
| Marktplatz 11 (Standort)                                          | Wohnhaus | Zweigeschossiger, verputzter Fachwerkbau mit Hoftor und Krüppelwalmdach, 1414, um 1500 und im 18. Jahrhundert verändert | D-6-72-135-53           | weitere Bilder |
| Marktplatz 15, 16 (Standort)                                      | Doppelwohnhaus | Zweigeschossiger Fachwerkbau mit verputztem Erdgeschoss und Schopfwalmdach, 18. Jahrhundert | D-6-72-135-55           | weitere Bilder |
| Marktplatz 17 (Standort)                                          | Wohnhaus | Zweigeschossiger, verputzter Fachwerkbau mit Schopfwalmdach, im Kern 17./18. Jahrhundert | D-6-72-135-56           | weitere Bilder |
| Marktplatz 18 (Standort)                                          | Wohnhaus | Zweigeschossiger Fachwerkbau mit verputztem Erdgeschoss und Walmdach, 18./19. Jahrhundert | D-6-72-135-57           | weitere Bilder |
| Marktplatz 19 (Standort)                                          | Wohnhaus | Zweigeschossiger, traufständiger Fachwerkbau mit Satteldach, 18./19. Jahrhundert | D-6-72-135-58           | weitere Bilder |
| Marktplatz 23 (Standort)                                          | Wohnhaus | Zweigeschossiger, verputzter Traufseitbau mit Satteldach, bezeichnet „1823“ | D-6-72-135-59           | weitere Bilder |
| Michelsgrund links (Standort)                                     | Sühnekreuz | Einfaches Steinkreuz mit Längsrille an der oberen Kreuzpartie, Sandstein, wohl mittelalterlich | D-6-72-135-93           | BW             |
| Riemenschneiderstraße 2 (Standort)                                | Wohnhaus | Zweigeschossiges Eckgebäude, mit Fachwerkobergeschoss, verputztem Erdgeschoss und Satteldach, 18./19. Jahrhundert | D-6-72-135-61           | weitere Bilder |
| Riemenschneiderstraße 13 (Standort)                               | Wohnhaus | Zweigeschossiger, verputzter Mansarddachbau mit Tordurchfahrt, dort bezeichnet „1764“ | D-6-72-135-62           | weitere Bilder |
| Riemenschneiderstraße 15 (Standort)                               | Ehemaliges Pfründnerspital, heute Altenheim                                                                           | Dreigeschossiger, verputzter Zweiflügelbau mit Krüppelwalm- bzw. Walmdach, Spitalkirche mit Türmchen und Marienfigur des 19. Jahrhunderts an der Südseite, Spital erneuert unter Julius Echter, 1616, Nordflügel erneuert 1783–1784 | D-6-72-135-63           | weitere Bilder |
| Riemenschneiderstraße 18 (Standort)                               | Wohnhaus | Schmales, dreigeschossiges Fachwerkhaus mit vorkragenden Obergeschossen und Satteldach, 16. Jahrhundert | D-6-72-135-253          | weitere Bilder |
| Riemenschneiderstraße 22 (Standort)                               | Gasthaus | Zweigeschossiges Eckgebäude über unregelmäßigem Grundriss, mit Fachwerkobergeschoss und verputztem Erdgeschoss, Fachwerk, 18. Jahrhundert | D-6-72-135-64           | weitere Bilder |
| Riemenschneiderstraße 26 (Standort)                               | Wohnhaus | Zweigeschossiges Eckgebäude mit Walmdach, massivem Erdgeschoss, Fachwerkoberstock und Toreinfahrt, 18. Jahrhundert | D-6-72-135-65           | weitere Bilder |
| Riemenschneiderstraße 28 (Standort)                               | Wohnhaus | Dreigeschossiger, verputzter Traufseitbau mit Satteldach und Löwenrelief, bezeichnet „1624“ und Toreinfahrt, bezeichnet „1843“ | D-6-72-135-66           | weitere Bilder |
| Salzgasse 5 (Standort)                                            | Wohnhaus | Zweigeschossiger Satteldachbau mit verputztem Erdgeschoss und Fachwerkobergeschoss, mit älterem Kern, bezeichnet „1370“, erneuert, bezeichnet „1643“ | D-6-72-135-68           | weitere Bilder |
| Schlegel, nordöstlich der Ortschaft (Standort)                    | Wartturm, sogenannte Schlegelwarte                                                                                    | Turm aus Bruchsteinmauerwerk mit Schießscharten, 14./15. Jahrhundert | D-6-72-135-87           | weitere Bilder |
| Nähe Schwesterngasse (Standort)                                   | Schuppen | Eingeschossiger Satteldachbau mit einseitigem Schopfwalm, Fachwerk, 18. Jahrhundert | D-6-72-135-350          | weitere Bilder |
| Seminarstraße 5 (Standort)                                        | Ehemaliges Studienseminar St. Josef                                                                                   | Dreigeschossiger Massivbau mit Satteldach und seitlichen Pavillonbauten mit Schweifgiebeln und Sattel- bzw. Krüppelwalmdächern, im renaissanceierenden Jugendstil, 1905/06 | D-6-72-135-279          | weitere Bilder |
| Seminarstraße 5 (Standort)                                        | Einfriedung | | D-6-72-135-279          | weitere Bilder |
| Seminarstraße 5 (Standort)                                        | Bildstock | Relief der Taufe Christi, auf modernem Sockel, Sandstein, Anfang 19. Jahrhundert | D-6-72-135-69           | weitere Bilder |
| Tal (Standort)                                                    | Wegkreuz, sogenanntes Hohes Kreuz                                                                                     | Zehn Meter hohes Kruzifix aus Holz, 1834 | D-6-72-135-90           | weitere Bilder |
| Talweg 9 (Standort)                                               | Katholische Wallfahrtskirche Heiliges Kreuz, sogenannte Talkirche                                                     | Saalbau mit leicht eingezogenem Chor, barocker Fassade und Dachreiter, Westportal bezeichnet „1713“, 1712–1715, Entwurf Joseph Greissing; mit Ausstattung | D-6-72-135-72           | weitere Bilder |
| Talweg 7 (Standort)                                               | Ehemaliges Mesnerhaus, sogenanntes Eremitenhaus                                                                       | Eingeschossiger, verputzter Satteldachbau mit Eckquaderung, wohl erstes Viertel 18. Jahrhundert, im Kern älter | D-6-72-135-72           | weitere Bilder |
| Veit-Stoß-Straße 1 (Standort)                                     | Wohnhaus | Dreigeschossiger, verputzter Satteldachbau mit Treppengiebel, bezeichnet „1580“ | D-6-72-135-67           | weitere Bilder |
| Veit-Stoß-Straße 2 (Standort)                                     | Wohnhaus | Dreigeschossiger, traufständiger Fachwerkbau mit Satteldach, im Erdgeschoss mit modernen Schaufenstereinbauten, erste Hälfte 19. Jahrhundert | D-6-72-135-73           | weitere Bilder |
| Veit-Stoß-Straße 3 (Standort)                                     | Wohnhaus | Viergeschossiger Fachwerkbau mit Schopfwalmdach und verputztem Erdgeschoss, am Keller bezeichnet „1569“, am Rückgebäude Bauinschrift „1628“ | D-6-72-135-74           | weitere Bilder |
| Veit-Stoß-Straße 7 (Standort)                                     | Ehemalige Posthalterei, jetzt Gasthof Fränkischer Hof                                                                 | Zweigeschossiger, verputzter Mansarddachbau mit reicher Fassadengliederung, um 1740, 1854 südlich erweitert | D-6-72-135-75           | weitere Bilder |
| Veit-Stoß-Straße 13 (Standort)                                    | Wohnhaus | Zweigeschossiger Fachwerkbau mit massivem Erdgeschoss und Schopfwalm, erste Hälfte 19. Jahrhundert | D-6-72-135-76           | weitere Bilder |
| Veit-Stoß-Straße 25 (Standort)                                    | Wohnhaus | Dreigeschossiger, verputzter Fachwerkbau mit Satteldach, Hofeinfahrt und einer Marienfigur an der Fassade, 18. Jahrhundert, im Erdgeschoss mit modernen Schaufenstereinbauten, 17./18. Jahrhundert | D-6-72-135-77           | weitere Bilder |
| Veit-Stoß-Straße 27 (Standort)                                    | Wohnhaus | Zweigeschossiger Fachwerkbau mit profiliertem Hoftor, verputztem Erdgeschoss und Mansarddach mit Aufschiebling, über älterem Kern, 18. Jahrhundert | D-6-72-135-78           | weitere Bilder |
| Veit-Stoß-Straße 28 (Standort)                                    | Wohnhaus | Zweigeschossiger Satteldachbau mit massivem Erdgeschoss und Fachwerkobergeschoss, erste Hälfte 19. Jahrhundert | D-6-72-135-79           | weitere Bilder |
| Veit-Stoß-Straße 30 (Standort)                                    | Wohnhaus | Zweigeschossiger, verputzter Fachwerkbau, mit Satteldach und Zwerchhaus, 18. Jahrhundert | D-6-72-135-80           | weitere Bilder |
| Veit-Stoß-Straße 33 (Standort)                                    | Wohnhaus | Zweigeschossiger Satteldachbau mit vorkragendem Fachwerkobergeschoss, im Erdgeschoss moderner Schaufenstereinbau, 18. Jahrhundert | D-6-72-135-81           | weitere Bilder |
| Veit-Stoß-Straße 36 (Standort)                                    | Wohnhaus | Dreigeschossiger Satteldachbau mit verputztem Erdgeschoss und Fachwerkobergeschossen, 18./19. Jahrhundert | D-6-72-135-82           | weitere Bilder |
| Zentstraße (Standort)                                             | Sühne- bzw. Pestkreuz                                                                                                 | Grob behauenes Steinkreuz auf Sockel, Sandstein, wohl mittelalterlich | D-6-72-135-94           | weitere Bilder |
| Zentstraße (Standort)                                             | Kreuzschlepper | Kreuztragender Christus auf erneuertem Sockel mit bauzeitlicher Inschriftenkartusche, Sandstein, bezeichnet „1766“ | D-6-72-135-85           | BW             |

### Althausen
| Lage                             | Objekt                               | Beschreibung | Akten-Nr.               | Bild           |
| -------------------------------- | ------------------------------------ | --- | ----------------------- | -------------- |
| Am Graben 1 (Standort)           | Dreiseithof, Wohnhaus                | Eingeschossiger Satteldachbau, Giebel mit Zierfachwerk, 18. Jahrhundert                                                                                     | D-6-72-135-97           | weitere Bilder |
| Am Graben 1 (Standort)           | Dreiseithof, Fachwerkscheune         | Satteldachbau, sowie Hoftor mit Pforte | D-6-72-135-97 zugehörig | BW             |
| Am Hörner (Standort)             | Wegkreuz                             | Kruzifix auf gebauchtem Sockel mit Inschrift, darauf tabernakelförmiger Aufbau mit Relief der heiligen Monstranz, Sandstein, bezeichnet „1797“              | D-6-72-135-98           | weitere Bilder |
| Am Hörner (Standort)             | Friedhofskreuz                       | Kruzifix auf gebauchtem Sockel mit Inschriftenkartusche, Sandstein, bezeichnet „1855“                                                                       | D-6-72-135-106          | weitere Bilder |
| Am Hörner 7 (Standort)           | Pforte                               | Sandstein, bezeichnet „1577“ | D-6-72-135-99           | weitere Bilder |
| Am Hörner 9 (Standort)           | Pforte                               | Sandstein, bezeichnet „1588“ | D-6-72-135-100          | BW             |
| Brückenstraße (Standort)         | St.-Nepomuk-Statue                   | Sandsteinfigur des Heiligen Nepomuk auf Postament mit Inschriftenkartusche, Sandstein, bezeichnet „1704“                                                    | D-6-72-135-107          | weitere Bilder |
| Brückenstraße 4 (Standort)       | Wirtshausschild „Zum Engel“          | Gusseisen, Mitte 19. Jahrhundert | D-6-72-135-101          | weitere Bilder |
| Kirchberg 11 (Standort)          | Wohnhaus                             | Eingeschossiger Satteldachbau mit massivem Erdgeschoss und Zierfachwerk im Giebel, am Kellerabgang bezeichnet „1719“                                        | D-6-72-135-102          | weitere Bilder |
| Kirchberg 14 (Standort)          | Katholische Pfarrkirche St. Cyriakus | Saalbau mit eingezogenem Chor, auf der Nordseite spätgotischer Turm mit Pyramidendach, Langhaus 1748–1751; mit Umfriedung, wohl zeitgleich; mit Ausstattung | D-6-72-135-96           | weitere Bilder |
| Kirchberg 15 (Standort)          | Hausfigur                            | Mondsichelmadonna, 18./19. Jahrhundert | D-6-72-135-103          | BW             |
| Kirchberg, bei Nr. 11 (Standort) | Bildstock                            | Kreuzigungsrelief über Stele auf hohem Postament mit Inschrift, Sandstein, bezeichnet „1803“                                                                | D-6-72-135-104          | weitere Bilder |
| Kirchberg, bei Nr. 8 (Standort)  | Bildstock                            | Reliefaufsatz mit Pietàdarstellung auf Rundsäule über gestuftem Sockel, Sandstein, bezeichnet „1627“                                                        | D-6-72-135-105          | weitere Bilder |

### Bordiansmühle
| Lage                       | Objekt          | Beschreibung                                                                                                  | Akten-Nr.      | Bild |
| -------------------------- | --------------- | --- | -------------- | ---- |
| Bordiansmühle 1 (Standort) | Ehemalige Mühle | Zweigeschossiger Bau mit hohem Erdgeschoss aus Bruchstein und Fachwerkobergeschoss, mit Krüppelwalmdach, 1800 | D-6-72-135-108 | BW   |

### Brünn
| Lage                                                | Objekt                                 | Beschreibung                                                                         | Akten-Nr.      | Bild           |
| --------------------------------------------------- | -------------------------------------- | ------------------------------------------------------------------------------------ | -------------- | -------------- |
| Bremig (Standort)                                   | Wegkreuz, so genanntes Hohes Wegkreuz  | Kruzifix über Tabernakel in Nische, auf Postament, Sandstein, bezeichnet „1869“      | D-6-72-135-115 | BW             |
| Hohenberg; Feldweg östlich der Ortschaft (Standort) | Wegkreuz                               | Kruzifix auf Postament, Sandstein, bezeichnet „1779“                                 | D-6-72-135-113 | BW             |
| Nähe Sankt-Sebastian-Straße (Standort)              | Friedhofskreuz                         | Pietà auf Sandsteinsockel, von Adam Herz, Mitte 18. Jahrhundert                      | D-6-72-135-255 | BW             |
| Sankt-Sebastian-Straße 12 (Standort)                | Katholische Filialkirche St. Sebastian | Saalbau mit Chorturm, Ende 14. Jahrhundert, Langhaus 1957 erweitert; mit Ausstattung | D-6-72-135-110 | weitere Bilder |
| Sankt-Sebastian-Straße 24 (Standort)                | Ehemaliges Wohnstallhaus               | Eingeschossiger Satteldachbau mit Zierfachwerk im Giebel, 18. Jahrhundert            | D-6-72-135-111 | BW             |
| Sankt-Sebastian-Straße 24 (Standort)                | Scheune                                | Fachwerkbau mit Satteldach, zweite Hälfte 19. Jahrhundert                            | D-6-72-135-111 | BW             |
| Zum Wiesengrund 4 (Standort)                        | Ehemaliges Wohnstallhaus               | Eingeschossiger Satteldachbau mit Zierfachwerk im Giebel, 17./18. Jahrhundert        | D-6-72-135-112 | BW             |
| Zum Wiesengrund 4 (Standort)                        | Scheune                                | Verputzter Satteldachbau, wohl zeitgleich                                            | D-6-72-135-112 | BW             |

### Burghausen
| Lage                          | Objekt                               | Beschreibung | Akten-Nr.      | Bild           |
| ----------------------------- | ------------------------------------ | --- | -------------- | -------------- |
| Dorfstraße 5 (Standort)       | Pforte                               | Spitzbogen, Sandstein, um 1600 | D-6-72-135-263 | BW             |
| Michaelsplatz 1 (Standort)    | Katholische Filialkirche St. Michael | Saalbau mit eingezogenem Chor und nördlichem Chorturm mit Rhombendach, in Formen der Neugotik, zweite Hälfte 19. Jahrhundert; mit Ausstattung | D-6-72-135-116 | weitere Bilder |
| Nähe Dorfstraße (Standort)    | Friedhofskreuz                       | Kruzifix auf Postament mit Ehrenlaub und Inschriftenkartusche, bezeichnet „1830“ | D-6-72-135-117 | BW             |
| Pfingstrasen (Standort)       | Kreuzdachbildstock                   | Kreuzdachhaus mit modernem Madonnenrelief aus Kunststein, auf Rundsäule, Sandstein, 17. Jahrhundert | D-6-72-135-119 | BW             |
| Schindgraben (Standort)       | Bildstock                            | Madonnenrelief auf Säule über Postament, Sandstein, 19. Jahrhundert | D-6-72-135-118 | BW             |
| St. Michaelskirche (Standort) | Kirchenruine Michelsberg             | Ehemalige Saalkirche mit gerade geschlossenem Chor und ein diesem östlich vorgebauter rechteckiger Raum, wohl die ehemalige Sakristei, an der Westseite hoher Giebel, 14./15. Jahrhundert, nach Blitzschlag 1806 Ruine, Mauerreste teilweise bis zu acht Meter hoch erhalten | D-6-72-135-121 | weitere Bilder |
| St. Michaelskirche (Standort) | Steinkreuz                           | Einfach gehauenes Sandsteinkreuz mit hohem Kreuzstamm sowie kleinem gotischen Kreuzrelief, Sandstein, um 1330 | D-6-72-135-120 | weitere Bilder |

### Fridritt
| Lage                                                     | Objekt                                                                        | Beschreibung | Akten-Nr.      | Bild           |
| -------------------------------------------------------- | ----------------------------------------------------------------------------- | --- | -------------- | -------------- |
| Am Kreuzweg; Nähe Althausener Weg (Standort)             | Heiligenhäuschen                                                              | Nische mit segmentbogigem Abschluss auf Postament mit Inschrift, Sandstein, bezeichnet „1851“ | D-6-72-135-129 | BW             |
| Edelbachstraße, vor Nr. 12 (Standort)                    | Heiligenhäuschen                                                              | Sandstein, erste Hälfte 19. Jahrhundert | D-6-72-135-126 | BW             |
| Linnenberg (Standort)                                    | Friedhof                                                                      | Anlage vor 1848, Grabdenkmäler des 19. Jahrhunderts in die Friedhofsmauer integriert | D-6-72-135-123 | BW             |
| Marienweg 1 (Standort)                                   | Marienstatue                                                                  | Mondsichelmadonna auf hohem Postament mit Jahreszahlkartusche, Sandstein, bezeichnet „1738“ | D-6-72-135-128 | BW             |
| Nähe Zur Zehntscheune (Standort)                         | Ehemalige Zehntscheune des Klosters Maria Bildhausen                          | Eingeschossiger Bruchsteinbau mit Krüppelwalmdach und Rundbogentor, bezeichnet „1744“ | D-6-72-135-257 | BW             |
| Pfarrer-Weigand-Weg 3 (Standort)                         | Hofanlage, ehemaliges Wohnstallhaus                                           | Eingeschossiger Fachwerkbau mit Satteldach, um 1800, Geburtshaus von Pfarrer Weigand | D-6-72-135-256 | BW             |
| Pfarrer-Weigand-Weg 3 (Standort)                         | Hofanlage, Scheune                                                            | Fachwerkbau mit Satteldach, um 1800 | D-6-72-135-256 | BW             |
| Pfarrer-Weigand-Weg 3 (Standort)                         | Hofanlage, Hoftor                                                             | Mit Sandsteinpfeilern, um 1800 | D-6-72-135-256 | BW             |
| Pilgerstraße 2 (Standort)                                | Fachwerkgiebel                                                                | Schmuckfachwerk 17. Jahrhundert | D-6-72-135-127 | BW             |
| Pilgerstraße 7 (Standort)                                | Pforte                                                                        | Sandstein, bezeichnet „1718“ | D-6-72-135-124 | weitere Bilder |
| Pilgerstraße 8 (Standort)                                | Katholische Filial- und Wallfahrtskirche St. Laurentius und Mariä Himmelfahrt | Saalbau mit eingezogenem Chor, Chorturm, frühgotisch, Langhaus 1740–42; mit Ausstattung | D-6-72-135-122 | weitere Bilder |
| Pilgerstraße 8 (Standort)                                | Kriegerdenkmal für die Gefallenen des Ersten und des Zweiten Weltkriegs       | Skulptur einer barocken Pietà in moderner Konche, mit seitlich angebrachten Tafeln mit den Namen der Gefallenen, auf modernem Sockel, originaler Sockel in der sogenannten Weißbildkapelle mit Kopie der Pietà, Sandstein, bezeichnet „1765“, um 1960 | D-6-72-135-122 | weitere Bilder |
| Popelswiesen (Standort)                                  | Bildstock                                                                     | Relief einer Madonnenfigur in Nische, auf Säule mit Inschriftenkartusche, Sandstein, um 1900 | D-6-72-135-132 | BW             |
| Röhrlein; Oberer Dippach (Standort)                      | Bildstock                                                                     | Laurentiusrelief auf Säule mit hohem Postament, Sandstein, 1897 | D-6-72-135-131 | BW             |
| Strahlunger Weg; Ortsausgang nach Strahlungen (Standort) | Steinkreuz                                                                    | Kruzifix auf Postament, bezeichnet „1919“ | D-6-72-135-130 | BW             |

### Großwenkheim
| Lage                                                                   | Objekt                                                     | Beschreibung | Akten-Nr.      | Bild           |
| ---------------------------------------------------------------------- | ---------------------------------------------------------- | --- | -------------- | -------------- |
| Am Gottesacker 1, 3 (Standort)                                         | Friedhofsmauer                                             | Mit Grabdenkmälern des 19. Jahrhunderts aus Sandstein in der Nordwestecke, Bruchsteinmauerwerk, Sandstein, wohl 19. Jahrhundert | D-6-72-135-148 | weitere Bilder |
| Am Gottesacker 1, 3 (Standort)                                         | Grabmal des letzten Abtes von Bildhausen Nivard Schlembach | Vase auf Postament mit Inschrift, Sandstein, nach 1812 | D-6-72-135-148 | weitere Bilder |
| Am Gottesacker 1, 3 (Standort)                                         | Kreuzigungsgruppe                                          | Auf hohem Postament mit Inschrift, Sandstein, bezeichnet „1884“ | D-6-72-135-148 | weitere Bilder |
| Am Gottesacker 1, 3, auf bzw. an der Friedhofsmauer (Standort)         | Kreuzweg                                                   | 14 Stationen, Sandsteingehäuse mit Gusseisenreliefs, 1881 | D-6-72-135-148 | weitere Bilder |
| Auf der Wart (Standort)                                                | Wegkreuz                                                   | Kruzifix auf Postament mit Inschrift, Sandstein, bezeichnet „1886“ | D-6-72-135-161 | BW             |
| Baumgartentor (Standort)                                               | Bildstock                                                  | Relieftafel mit Darstellungen der Kreuzigung und des Auferstandenen, Schaft in Rusikazier, Sandstein, bezeichnet „1599“ | D-6-72-135-150 | weitere Bilder |
| Baumgartentor 1 (Standort)                                             | Hausfigur                                                  | Madonna, Holz, 18. Jahrhundert | D-6-72-135-133 | BW             |
| Baumgartentor 2 (Standort)                                             | Doppelwohnhaus                                             | Zweigeschossiger Fachwerkbau in Ecklage, mit verputztem Erdgeschoss und Fachwerkobergeschoss, südliche Haushälfte mit Schopfwalmdach und Faserzementplattenverkleidung, nördliche Haushälfte mit Satteldach, 1602                                                       | D-6-72-135-145 | weitere Bilder |
| Baumgartentor 2 (Standort)                                             | Pforte                                                     | Sandstein, bezeichnet „1602“ | D-6-72-135-145 | weitere Bilder |
| Baumgartentor 4 (Standort)                                             | Wohnhaus                                                   | Zweigeschossiges, giebelständiges Fachwerkhaus mit verputztem Erdgeschoss und Satteldach, 17./18. Jahrhundert | D-6-72-135-135 | weitere Bilder |
| Baumgartentor 8 (Standort)                                             | Relief                                                     | Pietàdarstellung im Giebelfeld, Sandstein, bezeichnet „1830“ | D-6-72-135-136 | BW             |
| Baumgartentor 23 (Standort)                                            | Heiligenhäuschen                                           | Mit verzierten Pilastern und barockem Dreifaltigkeitsrelief, Sandstein, bezeichnet „1754“ | D-6-72-135-137 | weitere Bilder |
| Bonifatiusplatz 2 (Standort)                                           | Katholische Pfarrkirche Mariä Himmelfahrt                  | Saalbau mit eingezogenem Chor, Chor und Langhaus 1765–1772, nördlichem Chorturm mit welscher Haube des Vorgängerbaus, um 1430, barocke Ostfassade mit segmentbogigem Abschluss, Rundnische mit Figur des Heiligen Bonifatius und flankierenden Voluten; mit Ausstattung | D-6-72-135-138 | weitere Bilder |
| Bonifatiusplatz 3 (Standort)                                           | Brauhausbrunnen                                            | Eingehauster Brunnenschacht mit eingefasster Ablaufrinne, Sandstein, 1683 | D-6-72-135-140 | weitere Bilder |
| Bonifatiusplatz 3 (Standort)                                           | Kriegerdenkmal für die Gefallenen des Krieges von 1870/71  | Figur der Maria Immaculata auf hohem, Wappen geschmückten Postament über Stufensockel, Sandstein, bezeichnet „1887“ | D-6-72-135-149 | weitere Bilder |
| Bonifatiusplatz 5 (Standort)                                           | Wohnhaus, sogenannter Thereser Hof                         | Zweigeschossiger, giebelständiger Fachwerkbau mit verputztem Erdgeschoss und Satteldach, bezeichnet „1703“, über mittelalterlichem Kern | D-6-72-135-141 | weitere Bilder |
| Grabfeldstraße 4 (Standort)                                            | Gasthaus                                                   | Dreigeschossiger, verputzter Walmdachbau in Ecklage, mit Eckpilastern und abgesetztem Unterstock, bezeichnet „1723“ | D-6-72-135-142 | weitere Bilder |
| Grabfeldstraße 42 (Standort)                                           | Wegkreuz                                                   | Kruzifix auf Postament mit Inschrift, Sandstein, bezeichnet „1866“ | D-6-72-135-144 | weitere Bilder |
| Gücklert (Standort)                                                    | Bildstock                                                  | Sandstein, 1798 | D-6-72-135-159 | BW             |
| Gücklert (Standort)                                                    | Wegkreuz                                                   | Kruzifix auf Postament mit Inschrift, Sandstein, bezeichnet „1918“ | D-6-72-135-151 | weitere Bilder |
| In Großwenkheim (Standort)                                             | Sühnekreuz                                                 | Sandsteinkreuz auf breitem Sockel aus der ehemaligen Kirchhofmauer, wohl spätmittelalterlich | D-6-72-135-139 | weitere Bilder |
| In Großwenkheim; Wannig, an der Brücke über den Wannigsbach (Standort) | St.-Nepomuk-Statue                                         | Figur des Heiligen Nepomuk auf Postament mit Inschrift, Sandstein, bezeichnet „1733“ | D-6-72-135-155 | weitere Bilder |
| Karl-Marschall-Straße 8 (Standort)                                     | Heiligenhäuschen                                           | Rundbogiger Nischenaufsatz auf Postament mit Inschrift, Sandstein, erste Hälfte 19. Jahrhundert | D-6-72-135-152 | BW             |
| Kirchberg (Standort)                                                   | Kreuzschlepper                                             | Sandstein, mit modernem Blechdach und erneuertem Bruchsteinsockel, bezeichnet „1767“ | D-6-72-135-160 | BW             |
| Lehmgrube (Standort)                                                   | Wegkreuz                                                   | Kruzifix auf Postament mit Inschrift, Sandstein, bezeichnet „1871“ | D-6-72-135-153 | BW             |
| Mönchstor (Standort)                                                   | Heiligenhäuschen                                           | Kubischer Bau mit rundbogigem Dachabschluss und verzierten Pilastern, Sandstein, um 1750 | D-6-72-135-154 | weitere Bilder |
| Mönchstor (Standort)                                                   | Heiligenhäuschen                                           | Mit segmentbogigem Abschluss, Sandstein, 1712 | D-6-72-135-156 | BW             |
| Nähe Steinweg (Standort)                                               | Kreuzschlepper                                             | Kreuztragender Christus auf Postament mit Inschrift und Pietàrelief, Sandstein, bezeichnet „1733“ | D-6-72-135-157 | BW             |
| Reinfeldsellern (Standort)                                             | Bildstock                                                  | Relief mit Pietàdarstellung auf Rundsäule über Postament, Sandstein, bezeichnet „1701“ | D-6-72-135-158 | BW             |
| Rhönstraße 18 (Standort)                                               | Bildstock                                                  | Relief der Kreuzigung Christi über Säule und Postament, beide bereits erneuert, Sandstein, bezeichnet „1628“ | D-6-72-135-147 | BW             |

### Kleinwenkheim
| Lage                                                                | Objekt                                         | Beschreibung                                                                                               | Akten-Nr.      | Bild             |
| ------------------------------------------------------------------- | ---------------------------------------------- | --- | -------------- | ---------------- |
| Am Eck (Standort)                                                   | Kriegerdenkmal für die Gefallenen von 1870/71  | Madonna auf Schmuckstele mit Widmungsinschrift, 1911                                                       | D-6-72-135-162 | weitere Bilder   |
| Am Eck 2 (Standort)                                                 | Wohnhaus                                       | Zweigeschossiger, verputzter Fachwerkbau mit Satteldach auf Bruchsteinsockel, 17./18. Jahrhundert          | D-6-72-135-163 | weitere Bilder   |
| Am Eck 2 (Standort)                                                 | Hoftor mit Pforte                              | Bezeichnet „1835“                                                                                          | D-6-72-135-163 | weitere Bilder   |
| Am Eck 4 (Standort)                                                 | Pforte und Torpfeiler                          | Sandstein, bezeichnet „1806“                                                                               | D-6-72-135-164 | weitere Bilder   |
| An der Kohlplatte 10 (Standort)                                     | Heiligenhäuschen                               | Geschwungener Nischenaufsatz über Postament mit Inschriftenkartusche, Sandstein, bezeichnet „1887“         | D-6-72-135-260 | BW               |
| Bauholz (Standort)                                                  | Heiligenhäuschen                               | Inschrift am Postament, Sandstein, bezeichnet 1893                                                         | D-6-72-135-182 | BW               |
| Bauholzweg, an der Straße nach Fridritt (Standort)                  | Heiligenhäuschen                               | Pietànischenfigur, Sandstein, Postament mit Inschrift, bezeichnet „1830“                                   | D-6-72-135-183 | weitere Bilder   |
| Dippach, Ortsausgang nach Großwenkheim (Standort)                   | Heiligenhäuschen                               | Farbig gefasster Sandstein, Postament mit Inschrift, bezeichnet „1751“                                     | D-6-72-135-179 | weitere Bilder   |
| Dr.-Severin-Illig-Straße 11 (Standort)                              | Hofstelle, Wohnhaus                            | Zweigeschossiges Eckgebäude mit massivem Erdgeschoss und Fachwerkobergeschoss, Frackdach, 17. Jahrhundert  | D-6-72-135-165 | weitere Bilder   |
| Dr.-Severin-Illig-Straße 11 (Standort)                              | Hofstelle, Scheune                             | Fachwerkbau mit Satteldach, wohl zeitgleich                                                                | D-6-72-135-165 | weitere Bilder   |
| Dr.-Severin-Illig-Straße 11 (Standort)                              | Hofstelle, Einfriedung                         | Wohl zeitgleich                                                                                            | D-6-72-135-165 | weitere Bilder   |
| Dr.-Severin-Illig-Straße 16 (Standort)                              | Ehemaliges Pfarrhaus, heute Pfarramt           | Zweigeschossiger, verputzter Fachwerkbau mit Krüppelwalmdach, erste Hälfte 19. Jahrhundert                 | D-6-72-135-166 | weitere Bilder   |
| Fridritter Straße 6 (Standort)                                      | Katholische Pfarrkirche St. Nikolaus           | Saalbau mit eingezogenem Chor und nördlichem Chorturm, 1589, nach Westen verlängert, 1819; mit Ausstattung | D-6-72-135-167 | weitere Bilder   |
| Fridritter Straße 4, 6, Nähe Fridritter Straße (Standort)           | Kirchhofmauer                                  | Bruchsteinmauerwerk, 1614–22                                                                               | D-6-72-135-167 | weitere Bilder   |
| Nähe Fridritter Straße (Standort)                                   | Bildstock                                      | Kreuzigungsrelief, Sandstein, bezeichnet „1568“                                                            | D-6-72-135-167 | weitere Bilder   |
| Fridritter Straße 8 (Standort)                                      | Friedhofskreuz                                 | Kruzifix auf Postament mit Inschrift, Sandstein, bezeichnet „1829“                                         | D-6-72-135-175 | weitere Bilder   |
| Fridritter Weg; Lämmerleite; an der Straße nach Fridritt (Standort) | Pest- bzw. Sühnekreuz                          | Steinkreuz in Form eines lateinischen Kreuzes mit langem Schaft, wohl spätmittelalterlich                  | D-6-72-135-181 | weitere Bilder   |
| Hauptstraße 8 (Standort)                                            | Pforte                                         | Sandstein, bezeichnet „1605“                                                                               | D-6-72-135-168 | weitere Bilder   |
| Hauptstraße 10 (Standort)                                           | Pforte                                         | Sandstein, bezeichnet „1701“                                                                               | D-6-72-135-169 | weitere Bilder   |
| Lämmerleite; an der Straße nach Fridritt (Standort)                 | Wegkreuz                                       | Kruzifix auf Postament mit Inschrift, Sandstein, bezeichnet „1866“                                         | D-6-72-135-180 | weitere Bilder   |
| Michael-Christ-Straße (Standort)                                    | Ziehbrunnen                                    | Massive rechteckige Brunneneinfassung, mit großem hölzernen Schwingbaum, 18./19. Jahrhundert               | D-6-72-135-171 | weitere Bilder   |
| Michael-Christ-Straße 7 (Standort)                                  | Pforte                                         | Sandstein, bezeichnet „1705“                                                                               | D-6-72-135-170 | weitere Bilder   |
| Michael-Christ-Straße 22 (Standort)                                 | Heiligenhäuschen                               | Inschrift auf Postament, Sandstein, bezeichnet „1828“                                                      | D-6-72-135-172 | weitere Bilder   |
| Nähe Fridritter Straße (Standort)                                   | Heiligenhäuschen                               | Nischenaufsatz über Postament mit Kranzornament, klassizistisch, Sandstein, erste Hälfte 19. Jahrhundert   | D-6-72-135-174 | weitere Bilder   |
| Nähe Schulstraße (Standort)                                         | Heiligenhäuschen                               | In der Nische Relief der Vierzehn Nothelfer, Sandstein, bezeichnet „1809“                                  | D-6-72-135-258 | weitere Bilder   |
| Pfarrgasse 5 (Standort)                                             | Dreiseithof, ehemaliges Wohnstallhaus          | Zweigeschossiger Fachwerkbau mit Satteldach, Erdgeschoss erneuert, 17. Jahrhundert                         | D-6-72-135-173 | weitere Bilder   |
| Pfarrgasse 5 (Standort)                                             | Dreiseithof, Scheune                           | Fachwerkbau mit Satteldach, wohl zeitgleich; Stall, Satteldachbau, wohl zeitgleich                         | D-6-72-135-173 | weitere Bilder   |
| Pfarrgasse 5 (Standort)                                             | Dreiseithof, Einfriedung mit Pforte und Hoftor | Wohl zeitgleich                                                                                            | D-6-72-135-173 | weitere Bilder   |
| Schulstraße 7 (Standort)                                            | Bildstock                                      | Relief mit der Darstellung des Auferstandenen, Sandstein, bezeichnet „1621“                                | D-6-72-135-176 | weitere Bilder   |
| Wannigswiesen; an der Straße nach Großwenkheim (Standort)           | Heiligenhäuschen                               | Sandstein, Inschrift am Postament, bezeichnet „1846“                                                       | D-6-72-135-177 | Heiligenhäuschen |
| Zwischen den Wegen (Standort)                                       | Wegkreuz                                       | Kruzifix auf Postament mit Inschrift, Sandstein, bezeichnet „1868“                                         | D-6-72-135-178 | BW               |

### Maria Bildhausen
| Lage                         | Objekt             | Beschreibung | Akten-Nr.      | Bild           |
| ---------------------------- | ------------------ | --- | -------------- | -------------- |
| Altwirthshaus (Standort)     | Martersäule        | Figur des gegeißelten Christus auf einem Postament mit Wappenkartuschen der Zisterzienser und des Abtes Augustin, Sandstein, bezeichnet „1730“ | D-6-72-135-187 | weitere Bilder |
| Kreisstraße KG 11 (Standort) | St.-Nepomuk-Statue | Figur des Heiligen auf Postament mit Inschriftenkartusche, Sandstein, bezeichnet „1750“                                                        | D-6-72-135-185 | weitere Bilder |
| Maria Bildhausen (Standort)  | Bildstock          | Reliefblock mit Kreuzigungsgruppe und Geißelungsszene auf der Rückseite, auf Säule über niedrigem Postament, Sandstein, bezeichnet „1595“      | D-6-72-135-186 | weitere Bilder |

Ehemaliges Zisterzienserkloster Maria Bildhausen
Ehemaliges Zisterzienserkloster Maria Bildhausen, Gründung 1154, 1803 säkularisiert, seit 1897 Pflegeanstalt. Aktennummer D-6-72-135-184.
- Ehemaliges Abtei- und Syndikatsgebäude (Lage) , zweigeschossiger, verputzter Satteldachbau mit Volutenerker auf der Südseite, bezeichnet „1625“, mit fünfgeschossigem Archivturm im Osten, 16. Jahrhundert, Obergeschoss um 1680 aufgesetzt, nördlich angebautem Treppenhaus, um 1760, westlich anschließend ehemaliger Kanzleibau, zweigeschossiger verputzter Satteldachbau mit aufwändiger Westfassade mit Volutengiebel in Formen der Renaissance, in der Eingangshalle Grabmal des Abtes Valentin Reinhard, 1574, bezeichnet „1625“
- Balustrade mit Portal und Freitreppe (Lage), Portal bekrönt von Doppelwappen, Sandstein, 17./18. Jahrhundert
- Ehemaliges Konventsgebäude (Lage), zwei im rechten Winkel zusammenstoßende, dreigeschossige Flügel mit Satteldächern, im Norden Reste der ehemaligen Querhaussüdwand der 1826 abgebrochenen Abteikirche, Westflügel mit Sockelgeschoss, darin drei gewölbte Räume des ehemaligen Claustrums, 12./13. Jahrhundert, im Süden mit Bibliothekspavillonanbau, dieser mit Mansardwalmdach und Durchfahrt, darüber Wappen des Abtes Engelbert, vor 1749, Ostflügel, an der Südseite Wappen des Abtes Robert mit Chronogramm, bezeichnet „1684/85“
- Ehemaliges Torgebäude (Lage), zweigeschossiger Sandsteinquaderbau mit Satteldach und Rundbogenöffnungen, über dem Hauptportal Madonnenfigur, Sandstein, um 1380, im Kern zweite Hälfte 12. Jahrhundert, Fenster nachgotisch
- Kellerräume des ehemaligen Refektoriums (Lage), Sandsteinquader- bzw. Bruchsteinbau, mit modernem Flachsatteldach, im Kern 12./13. Jahrhundert, Neu- bzw. Umbau mit abgegangenem Kaisersaal und Volutengiebel, 1611, 1718 erneuert
- Ehemaliger Treppenturm (Lage), achteckiger, viergeschossiger Bau mit Kuppeldach und Laterne, ehemals mit Kreuzgang, Konventbau und Refektorium verbunden, 17. Jahrhundert
- Ökonomiegebäude mit ehemaliger Sepultur (Lage), heute Teil der Anstaltskirche, L-förmige Anlage, dreigeschossige, verputzte Satteldachbauten mit Freitreppe an der Südseite des Westflügels, bezeichnet „1726“
- Sogenanntes Neues Bäulein (Lage), ehemaliger Gastbau für Fremde, dann Werkstattgebäude, eingeschossiger, verputzter Satteldachbau mit hohem Sockelgeschoss und Wappen auf der Ostseite, bezeichnet 1620, 1713 (dendrochronologisch datiert) nach Osten erweitert
- Ehemalige Scheune (Lage), eingeschossiger Satteldachbau mit gemischtem Bruchstein- bzw. Quadermauerwerk und Fachwerkwänden, bezeichnet „1620“
- Gartenpavillon (Lage), verputzter, oktogonaler Mittelbau mit nördlichem und südlichem Flügelanbauten, Mansarddach, 1765–1766
- Ehemalige Sattlerei (Lage), ab 1899 Klostergasthof, zweigeschossiger, verputzter Krüppelwalmdachbau mit östlichem Querhaus, im Kern vor 1788, westliche Erweiterung und Umbau um 1840, Umbau zum Gasthaus 1899
- Ehemalige Stallung (Lage), dann Wohngebäude für die weibliche Dienerschaft des Klosters, ab der Säkularisation Wohngebäude für die Mennoniten, dann Pflegehaus St. Karl, im Kern vor 1788
- Ehemaliges Brunnenbecken (Lage), achteckige Schale, Sandstein, ehemals mit dem barocken Standbild des Pfalzgrafen Hermann geschmückt, 1677
- Klostermauer(Lage), Haustein, Sandstein, 17./18. Jahrhundert

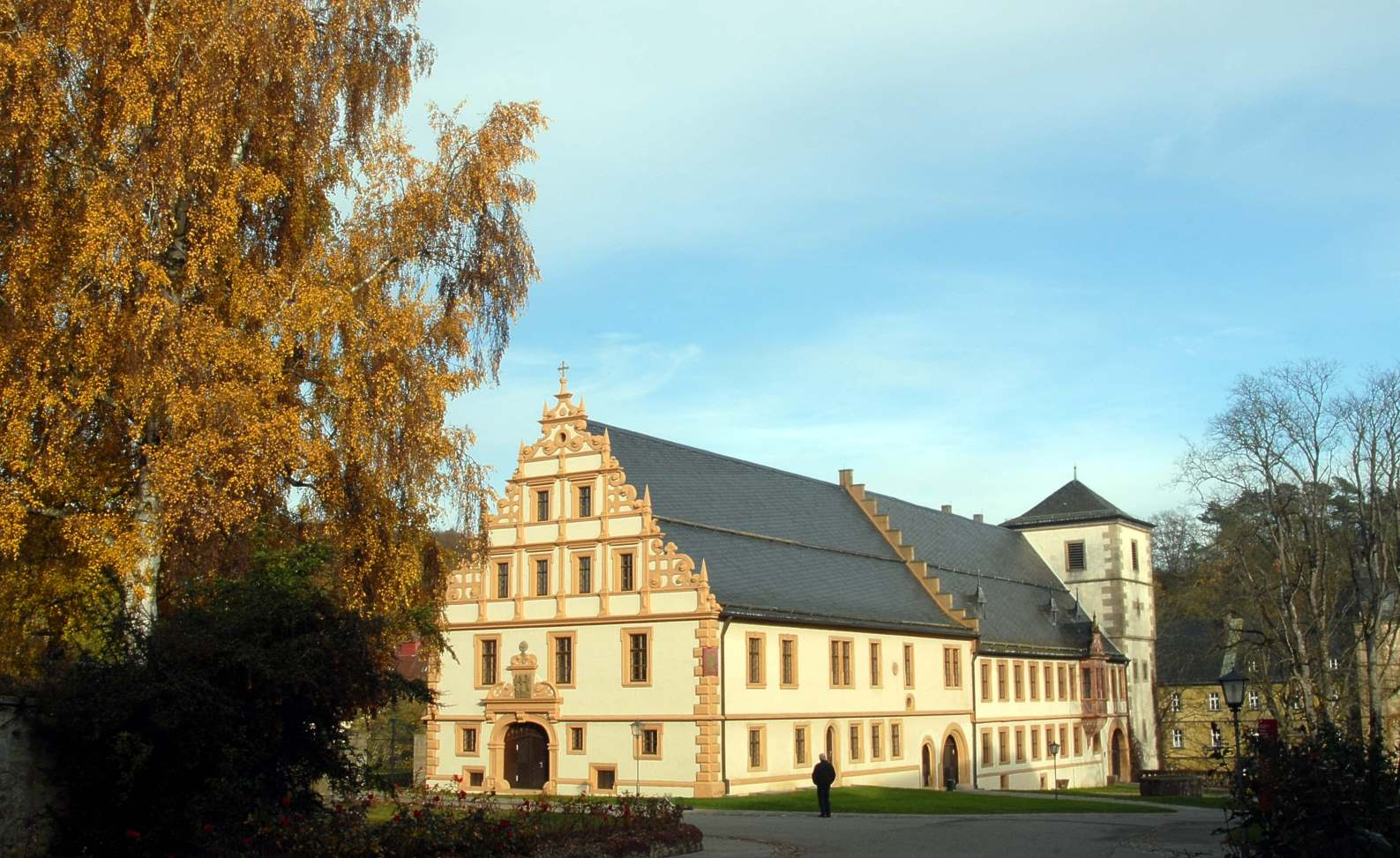
Abtei- und Syndikatsgebäude weitere Bilder
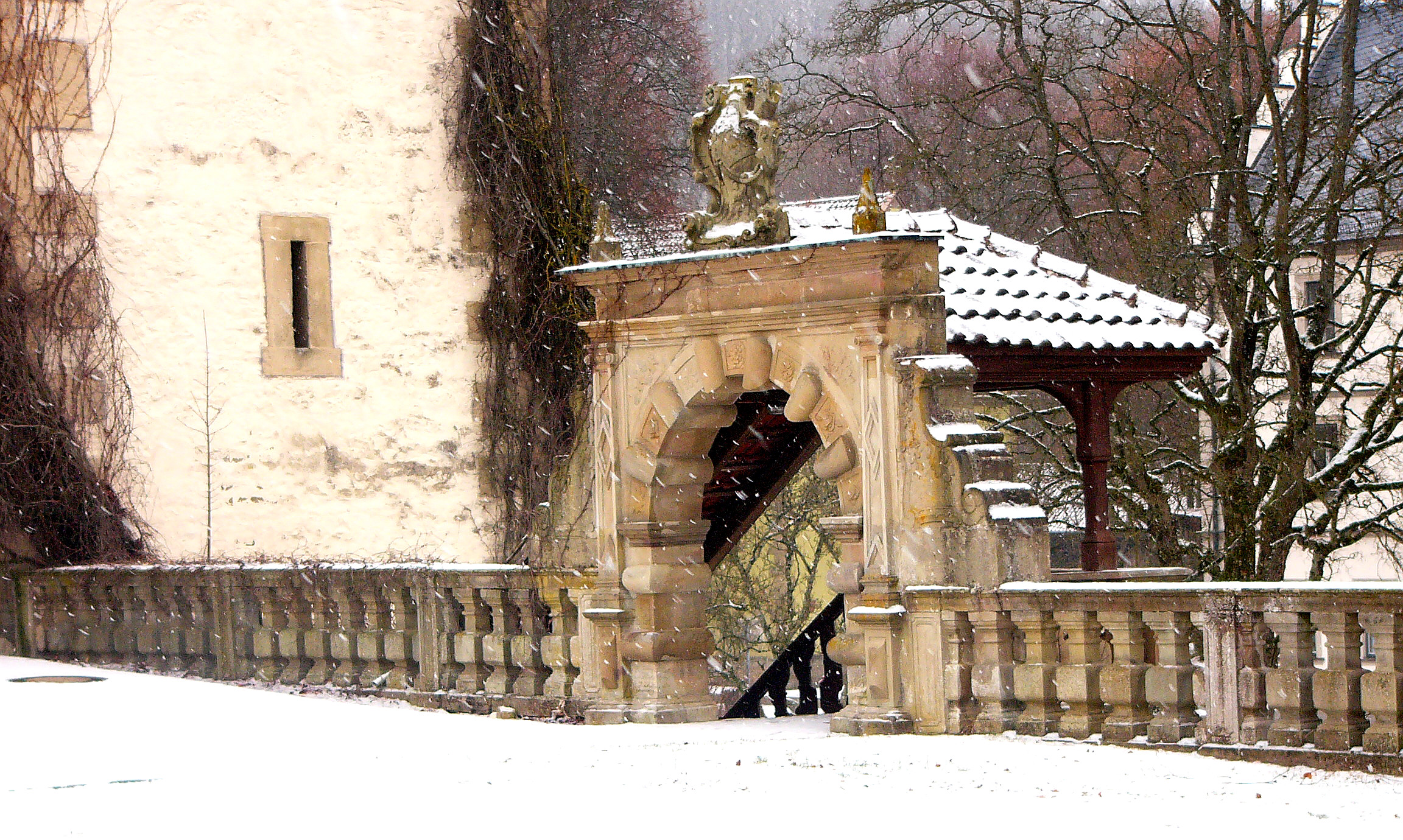
Balustrade mit Portal und Freitreppe weitere Bilder
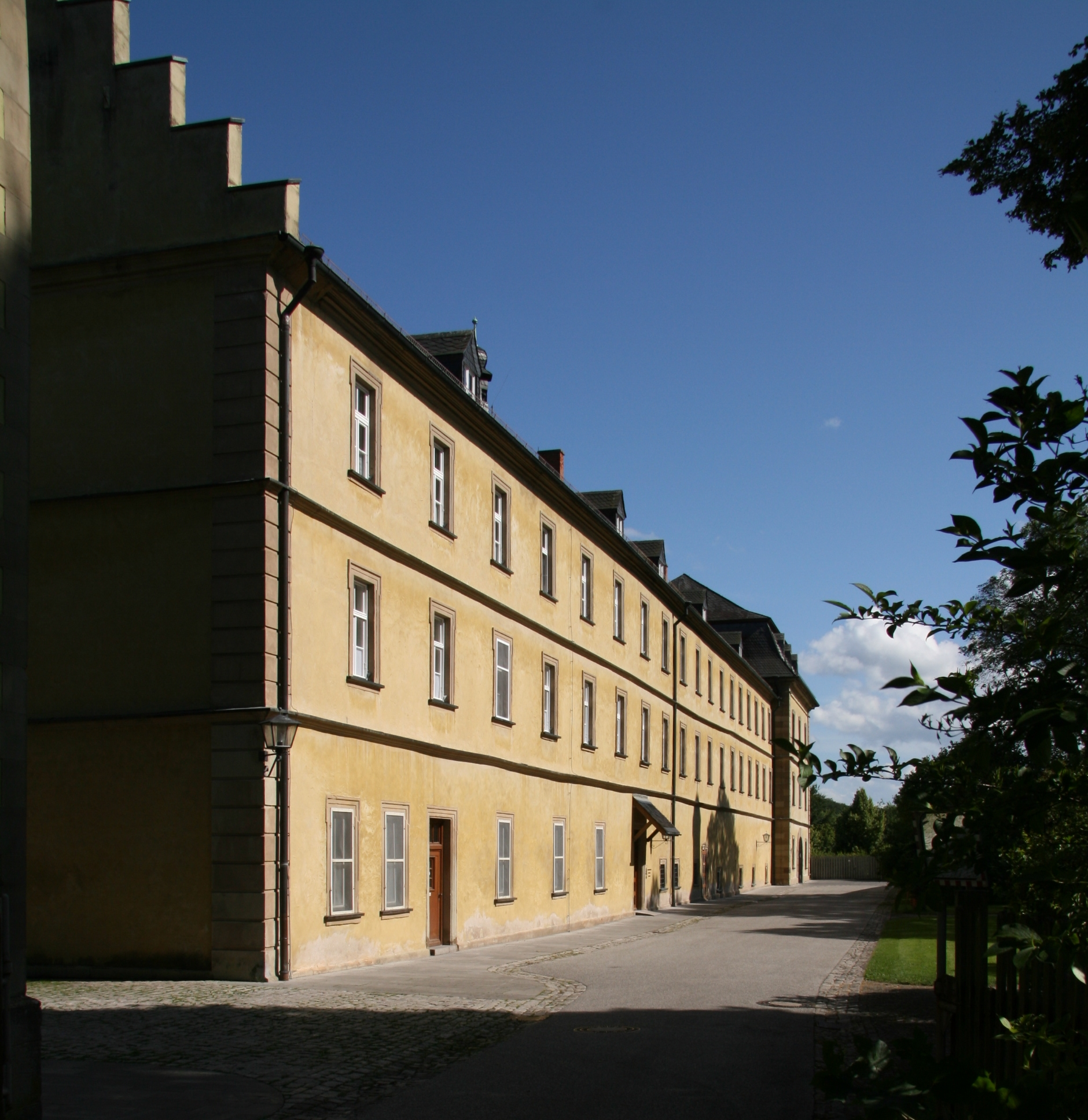
Ehemaliges Konventsgebäude
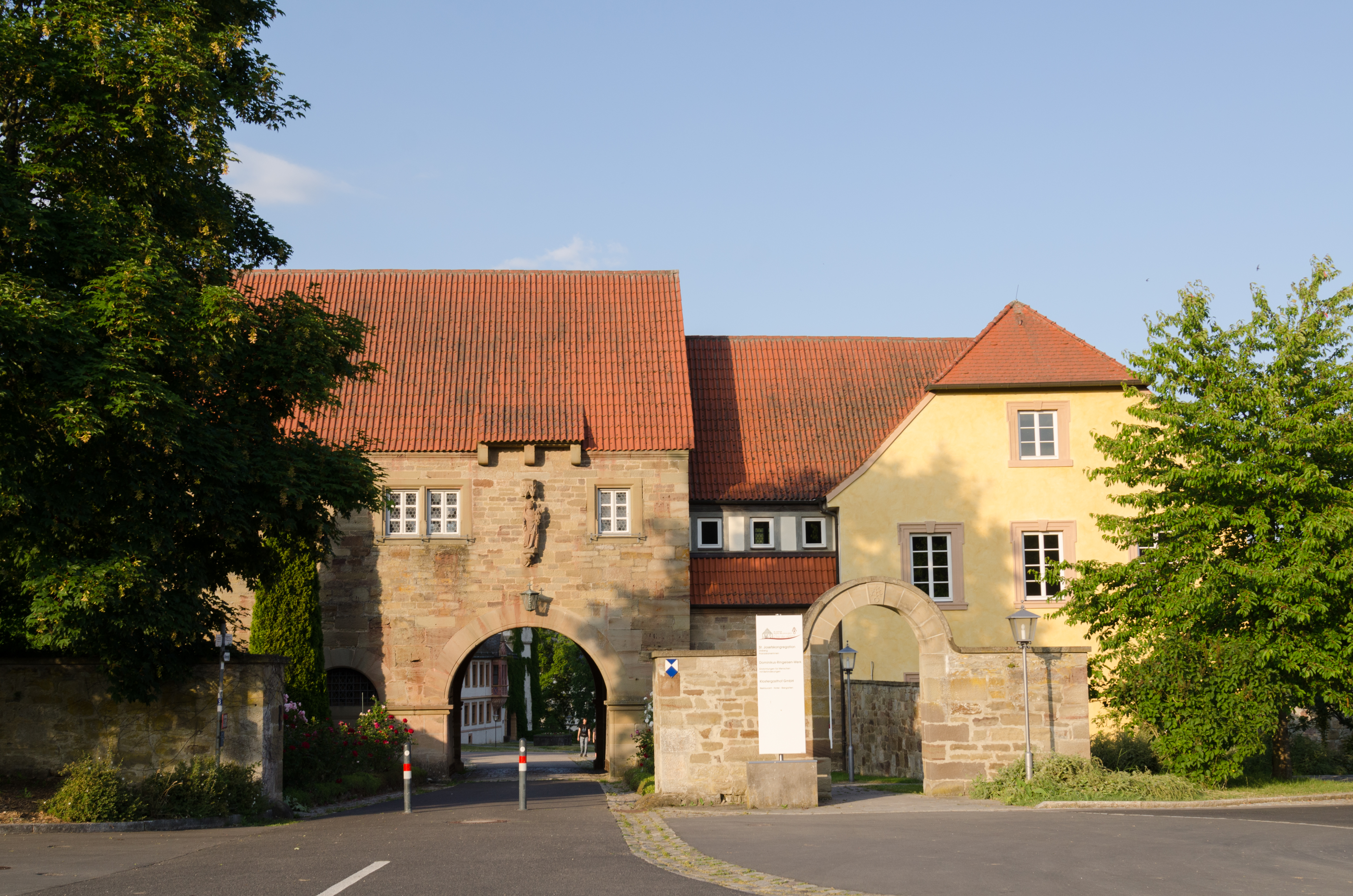
Torgebäude Torbau weitere Bilder
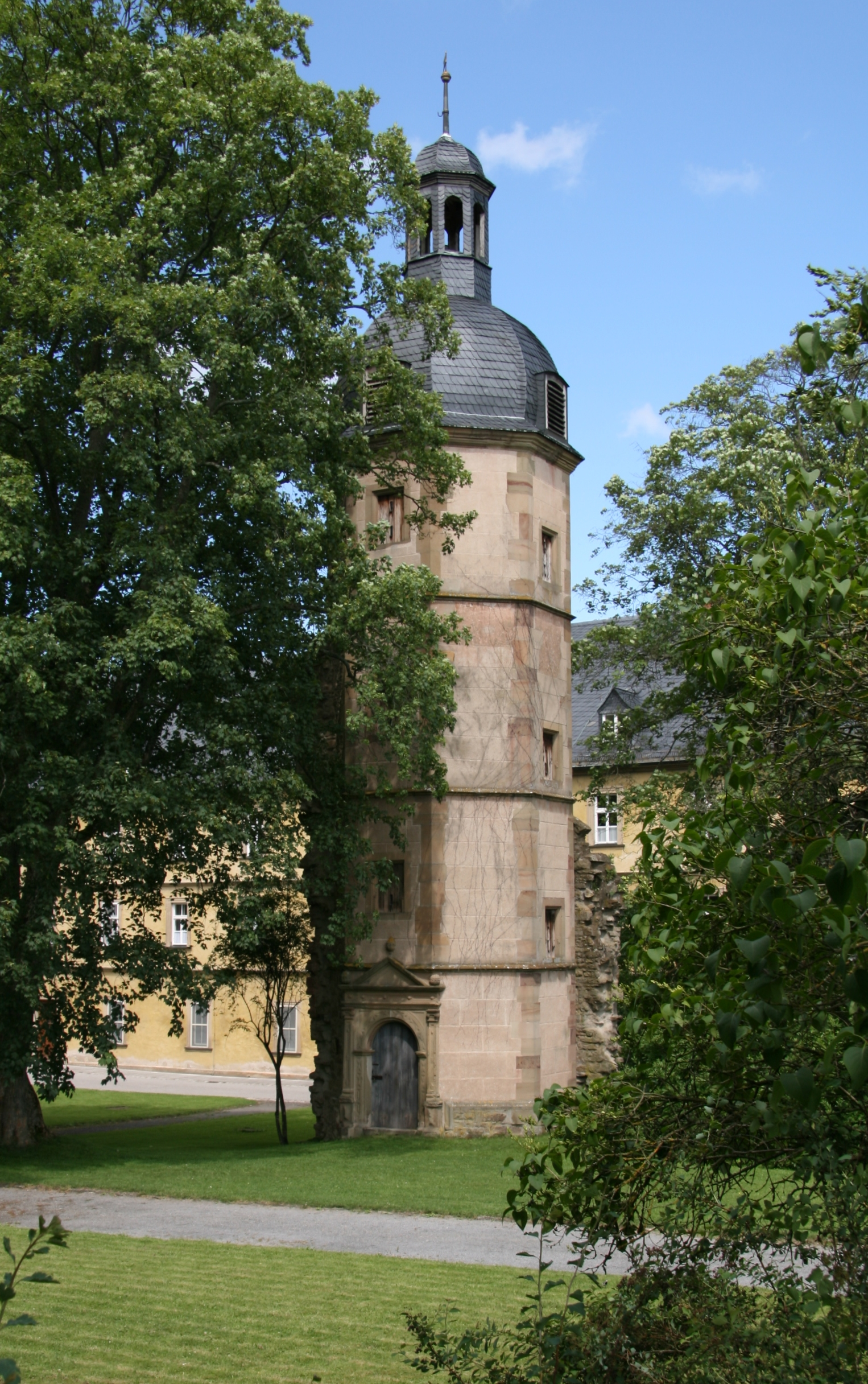
Treppenturm weitere Bilder
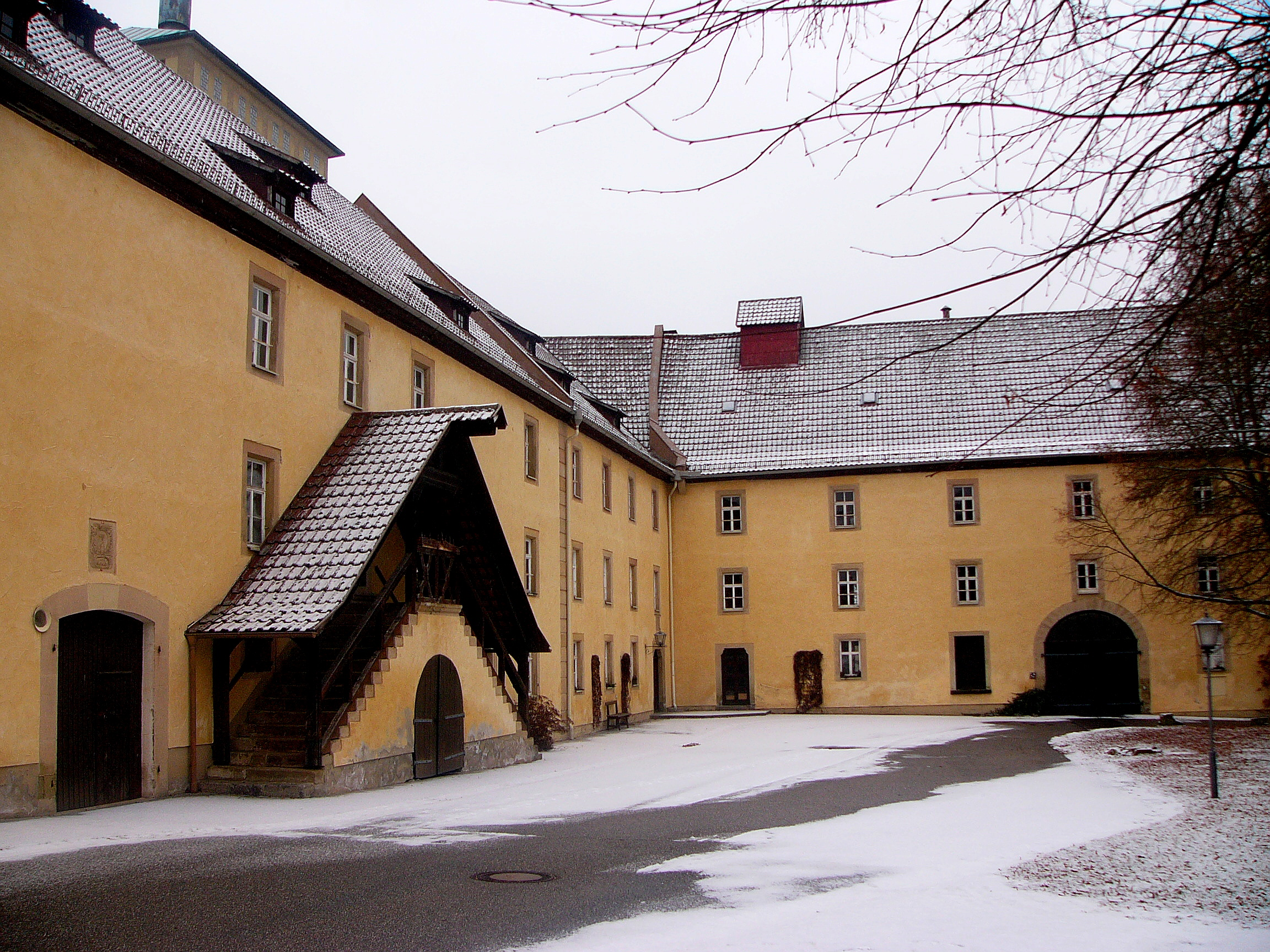
Ökonomiegebäude
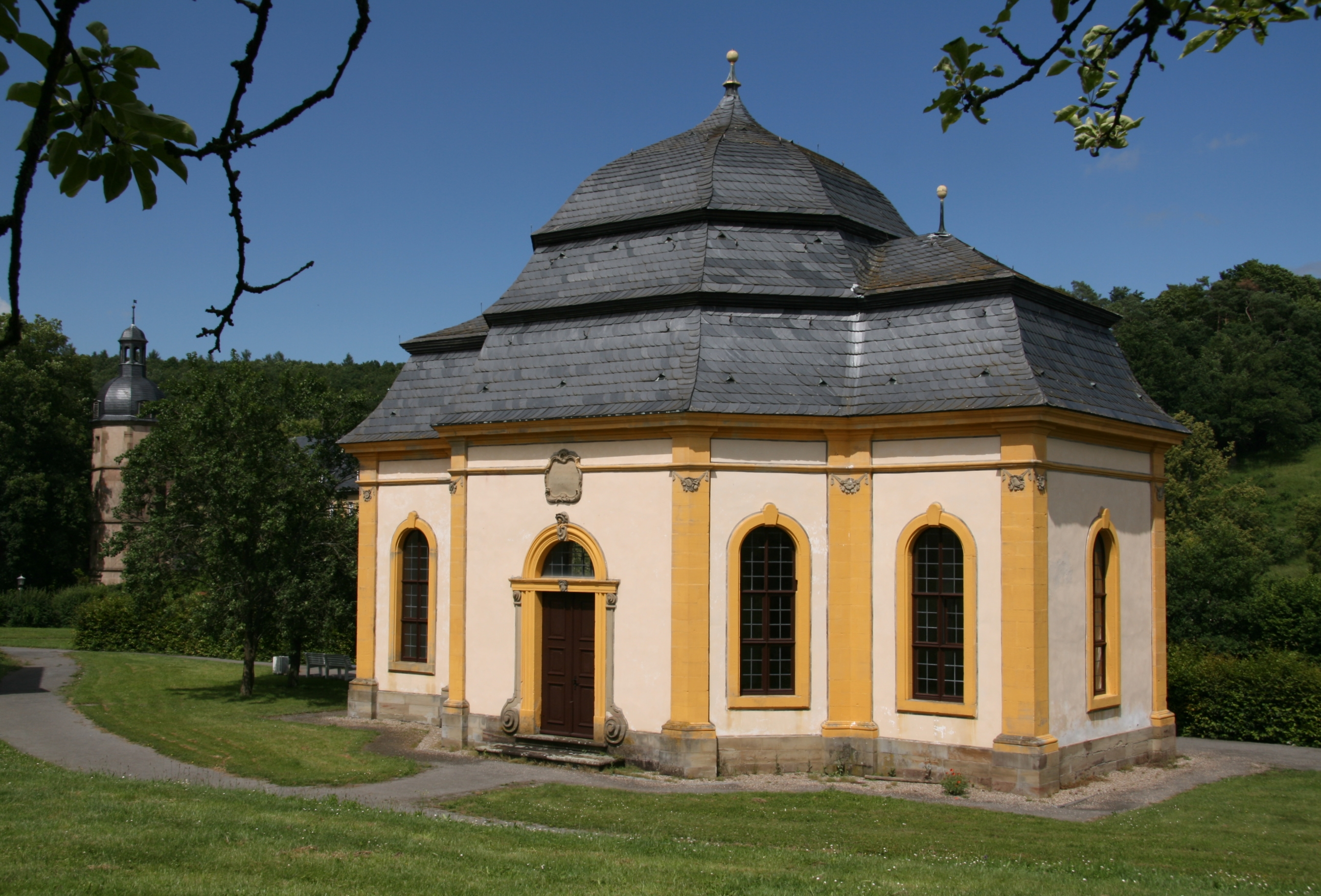
Gartenpavillon weitere Bilder
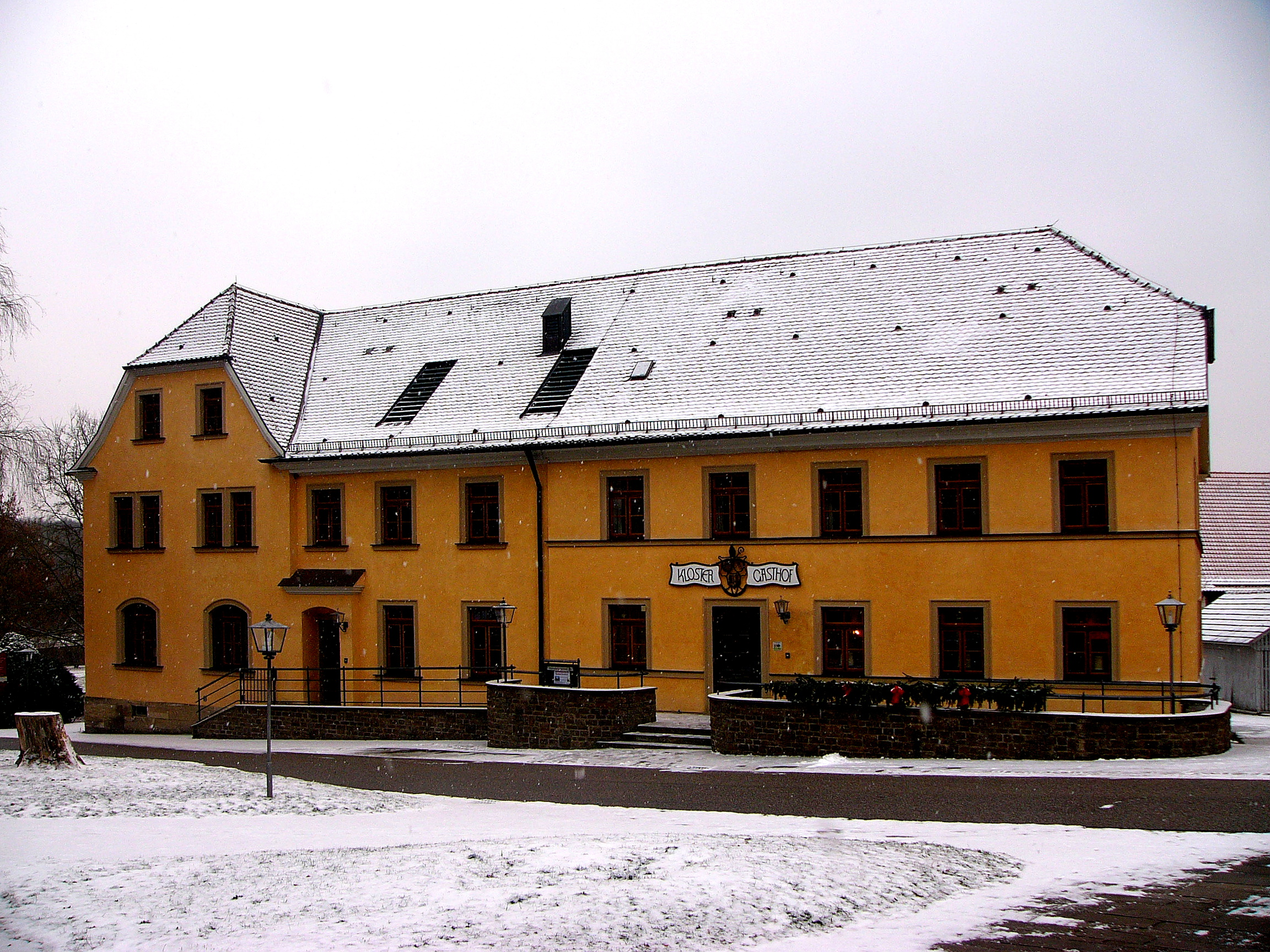
Ehemalige Sattlerei weitere Bilder
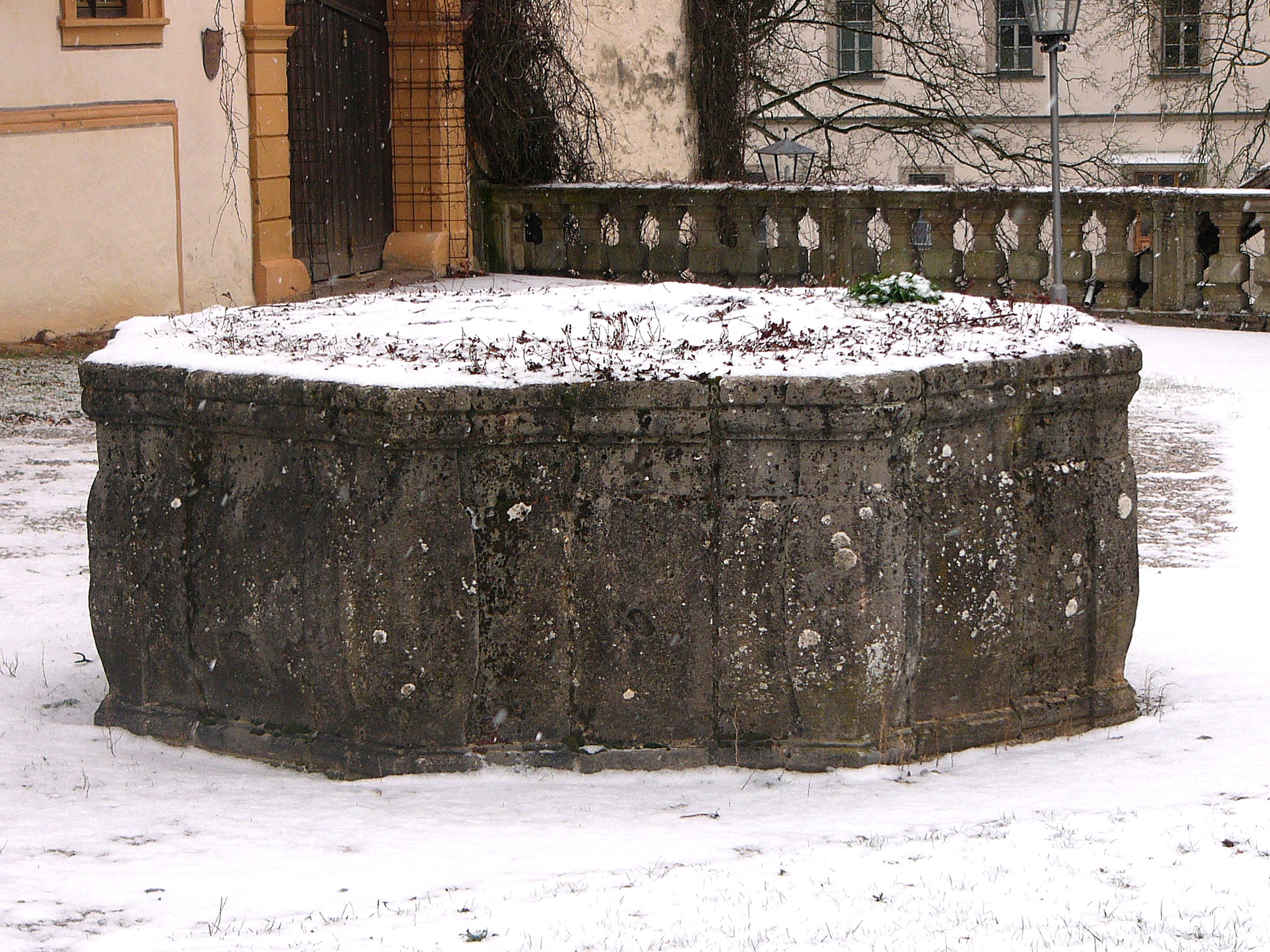
Ehemaliges Brunnenbecken

### Reichenbach
| Lage                           | Objekt                               | Beschreibung                                                                                           | Akten-Nr.      | Bild           |
| ------------------------------ | ------------------------------------ | --- | -------------- | -------------- |
| Anton-Seith-Platz 9 (Standort) | Katholische Filialkirche St. Michael | Saalbau mit eingezogenem Chor und Turm mit Spitzhelm, neugotisch, 1860; mit Ausstattung                | D-6-72-135-188 | weitere Bilder |
| Heide (Standort)               | Bildstock                            | Vierzehnheiligenrelief bekrönt von Kreuz auf Vierkantsäule, Sandstein, bezeichnet „1822“               | D-6-72-135-262 | BW             |
| In Reichenbach (Standort)      | Bildstock bzw. Mordbildstock         | Relief mit Kreuzigungsgruppe, Säule und Postament erneuert, Sandstein, bezeichnet „1639“               | D-6-72-135-190 | BW             |
| Nähe Stadtgasse (Standort)     | Friedhofskreuz                       | Kruzifix auf Postament mit Inschrift, Sandstein, bezeichnet „1830“                                     | D-6-72-135-189 | BW             |
| Stadtgasse 11 (Standort)       | Wegkreuz                             | Kruzifix auf Postament mit Inschrift, Sandstein, bezeichnet „1830“                                     | D-6-72-135-192 | BW             |
| Stück (Standort)               | Bildstock                            | Reliefaufsatz mit Darstellung der Kreuzigung mit Stiftern, auf Rundsäule, Sandstein, bezeichnet „1619“ | D-6-72-135-191 | BW             |

### Rindhof
| Lage                            | Objekt | Beschreibung | Akten-Nr.      | Bild |
| ------------------------------- | --- | --- | -------------- | ---- |
| Marienstücke (Standort)         | Marienstandbild | Madonna auf hohem Postament mit Wappen des Abtes Nivard Schlimbach, Inschrift in Form eines Chronogrammes, bezeichnet „1795“                                                                    | D-6-72-135-195 | BW   |
| Rindhof 1 (Standort)            | Brunnen | Brunnenbecken unter Ädikulamotiv mit anthropomorphem Wasserspeier und Wappen des Abtes Nivardus Schlimbach, Inschrift als Chronogramm, in Formen des Klassizismus, Sandstein, bezeichnet „1787“ | D-6-72-135-194 | BW   |
| Rindhof 1; Rindhof 2 (Standort) | Ehemaliger Klosterhof, Sommersitz des letzten Abtes des Klosters Maria Bildhausen, Nivardus Schlimbach; Herrenhaus | Zweigeschossiger, verputzter Mansardwalmdachbau mit Ecklisenen, auf der Südseite Wappen des Abtes Nivardus, 1790                                                                                | D-6-72-135-193 | BW   |
| Rindhof 1; Rindhof 2 (Standort) | Ehemaliger Klosterhof, Wohngebäude                                                                                 | Zweigeschossiger, verputzter Mansardwalmdachbau, zeitgleich | D-6-72-135-193 | BW   |
| Rindhof 1; Rindhof 2 (Standort) | Ehemaliger Klosterhof, zwei Toreinfahrten                                                                          | Pfeiler bekrönt von stilisierten Vasen, Sandstein, zeitgleich; Wirtschaftsgebäude, 1907 und 1930–32                                                                                             | D-6-72-135-193 | BW   |

### Seubrigshausen
| Lage                                                           | Objekt                                      | Beschreibung | Akten-Nr.      | Bild           |
| -------------------------------------------------------------- | ------------------------------------------- | --- | -------------- | -------------- |
| Binsenflecklein; Weinleite; Maßboden; Kohlholz; Hirtenasper () | Kreuzwegstationen                           | Nurmehr drei vollständig erhaltene Kreuzwegstationen, rocaillgerahmter Aufbau mit figürlicher Reliefdarstellung, auf gebauchtem Sockel mit Inschriftenkartusche, einige Stationen lediglich fragmentarisch erhalten, Sandstein, erste Hälfte 18. Jahrhundert; nicht nachqualifiziert, im Bayerischen Denkmal-Atlas nicht kartiert | D-6-72-135-211 |                |
| Großwenkheimer Straße 5 (Standort)                             | Wohnhaus                                    | Zweigeschossiger Satteldachbau mit massivem Erdgeschoss, im Obergeschoss und Giebelfeld Zierfachwerk, 17. Jahrhundert | D-6-72-135-196 | weitere Bilder |
| Großwenkheimer Straße 25 (Standort)                            | Wegkreuz                                    | Kruzifix auf Postament mit Inschrift, Sandstein, bezeichnet „1853“ | D-6-72-135-197 | weitere Bilder |
| Grottenweg 3 (Standort)                                        | Ehemalige Zehntscheune                      | Eingeschossiger Sandsteinquaderbau mit Satteldach, 17. Jahrhundert | D-6-72-135-198 | weitere Bilder |
| Nähe Ringweg (Standort)                                        | Einfriedung                                 | Wohl zeitgleich | D-6-72-135-198 | weitere Bilder |
| Lange Gasse, Ringweg (Standort)                                | Heiligenhäuschen                            | Kubischer Bau mit rundbogigem Dachabschluss und Pilastern, Sandstein, bezeichnet „1815“ | D-6-72-135-199 | weitere Bilder |
| Nähe Großwenkheimer Straße; Nähe Thundorfer Weg (Standort)     | Prozessionsaltar                            | Mit segmentbogigem Architrav über zwei Säulen, flankiert von zwei stilisierten Vasen, Postament mit Inschrift, Sandstein, bezeichnet „1881“ | D-6-72-135-264 | weitere Bilder |
| Nähe Thundorfer Weg (Standort)                                 | Kreuzschlepper                              | Kreuztragender Christus auf Rundsäule, Sandstein, bezeichnet „1811“ | D-6-72-135-212 | weitere Bilder |
| Röthen (Standort)                                              | Bildstock                                   | Relief der Heiligen Familie auf Säule mit Akanthuskapitell, Postament erneuert, bezeichnet „1851“ | D-6-72-135-213 | weitere Bilder |
| Schutzgärtlein (Standort)                                      | Wegkreuz                                    | Kruzifix auf Postament mit Inschrift, Sandstein, 1901 | D-6-72-135-206 | BW             |
| Siedlungsstraße 14 (Standort)                                  | Kapelle                                     | Eingeschossiger Backsteinbau mit Satteldach und Sandsteinportal mit Segmentbogenabschluss, historistisch, 1898 | D-6-72-135-205 | BW             |
| Sankt-Kilians-Platz (Standort)                                 | Bildstock                                   | Relief mit Kreuzigungsgruppe und Pieta auf der Rückseite auf Säule mit Postament, Sandstein, bezeichnet „1727“ | D-6-72-135-210 | weitere Bilder |
| Sankt-Kilians-Platz (Standort)                                 | Bildstock                                   | Skulptur des Christus an der Geißelsäule auf Postament mit Inschriftenkartusche, Sandstein, bezeichnet „1762“ | D-6-72-135-272 | weitere Bilder |
| Sankt-Kilians-Platz 4 (Standort)                               | Ehemaliger Pfarrhof: ehemaliges Pfarrhaus   | Zweigeschossiger, verputzter Satteldachbau, um 1800 | D-6-72-135-201 | weitere Bilder |
| Sankt-Kilians-Platz 4 (Standort)                               | Ehemaliger Pfarrhof: ehemalige Pfarrscheune | Bruchsteinbau mit Fachwerkgiebel und Krüppelwalm, wohl zeitgleich | D-6-72-135-201 | weitere Bilder |
| Sankt-Kilians-Platz 4 (Standort)                               | Ehemaliger Pfarrhof: Hofportal              | 17. Jahrhundert | D-6-72-135-201 | weitere Bilder |
| Sankt-Kilians-Platz 15 (Standort)                              | Wohnhaus                                    | Zweigeschossiger Satteldachbau mit verputztem Erdgeschoss und Fachwerkobergeschoss, 18. Jahrhundert | D-6-72-135-203 | weitere Bilder |
| Sankt-Kilians-Platz 15 (Standort)                              | Stall                                       | Zweigeschossiger Satteldachbau mit massivem Erdgeschoss und Fachwerkobergeschoss, wohl zeitgleich | D-6-72-135-203 | weitere Bilder |
| Sankt-Kilians-Platz 17 (Standort)                              | Katholische Pfarrkirche St. Anna            | Saalbau mit Satteldach und östlichem Chorturm mit Pyramidendach, 1830, erweitert 1870; mit Ausstattung | D-6-72-135-204 | weitere Bilder |
| Wenkheimer Weg (Standort)                                      | Wegkreuz                                    | Kruzifix auf Postament mit Inschrift, Sandstein, bezeichnet „1832“ | D-6-72-135-209 | weitere Bilder |
| Wermerichshäuser Straße (Standort)                             | Kreuzigungsgruppe                           | Kruzifix mit Assistenzfiguren, auf Postament mit Sockel, Sandstein, bezeichnet „1878“ | D-6-72-135-207 | BW             |
| Wermerichshäuser Straße (Standort)                             | Bildstock                                   | Reliefaufsatz mit Darstellung der Heiligen Dreifaltigkeit auf Vierkantschaft über Sockel mit Inschriftenkartusche, Sandstein, bezeichnet „1898“ | D-6-72-135-208 | weitere Bilder |

### Wermerichshausen
| Lage                                          | Objekt                                                                  | Beschreibung | Akten-Nr.      | Bild           |
| --------------------------------------------- | ----------------------------------------------------------------------- | --- | -------------- | -------------- |
| Am Stein (Standort)                           | Hoftoranlage                                                            | Pforte mit Hoftorpfeiler, Sandstein, bezeichnet „1723“ | D-6-72-135-215 | weitere Bilder |
| Am Stein 2 (Standort)                         | Ehemaliges Wohnstallhaus                                                | Zweigeschossiger, verputzter Fachwerkbau mit rustizierten Eckpilastern und Satteldach, im Kern 18. Jahrhundert                                                                                     | D-6-72-135-214 | weitere Bilder |
| Am Stein 2 (Standort)                         | Zugehörige Fachwerkscheune                                              | Mit Satteldach | D-6-72-135-214 | weitere Bilder |
| Am Stein 2 (Standort)                         | Hoftor mit Pforte                                                       | Sandstein, bezeichnet „1832“ | D-6-72-135-214 | weitere Bilder |
| Am Stein 8 (Standort)                         | Ehemaliges Wohnstallhaus                                                | Eingeschossiger Satteldachbau mit verputztem Erdgeschoss und Giebel mit Zierfachwerk, 17./18. Jahrhundert                                                                                          | D-6-72-135-216 | BW             |
| Am Stein 12 (Standort)                        | Pforte                                                                  | Sandstein, Anfang 18. Jahrhundert | D-6-72-135-217 | weitere Bilder |
| Froschleite (Standort)                        | Bildstock                                                               | Nischenrelief mit Madonnenfigur auf Säule über Postament, in Formen der Neugotik, Sandstein, zweite Hälfte 19. Jahrhundert                                                                         | D-6-72-135-233 | BW             |
| Herrntor (Standort)                           | Wegkapelle                                                              | Sandsteinbau mit Satteldach, Giebelfläche verputzt, Rundbogenöffnung, darin Madonnenfigur, 18. Jahrhundert                                                                                         | D-6-72-135-218 | weitere Bilder |
| Herrntor; Nähe Herrntor (Standort)            | Heiligenhäuschen                                                        | Modernes Heiligenhäuschen mit Figurengruppe einer Pietà, 18. Jahrhundert | D-6-72-135-219 | BW             |
| Kirchberg (Standort)                          | Wegkreuz                                                                | Steinkreuz auf Postament, am Kreuzesfuß Figurengruppe einer Pietà, Sandstein, bezeichnet „1764“ | D-6-72-135-234 | BW             |
| Maßbacher Höhe (Standort)                     | Wegkreuz                                                                | Kruzifix auf Postament mit Inschrift, Sandstein, bezeichnet „1769“ | D-6-72-135-236 | weitere Bilder |
| Nähe Weichtunger Straße (Standort)            | Sühnekreuz                                                              | In Form eines griechischen Kreuzes mit Inschrift, Muschelkalk, bezeichnet „1640“ | D-6-72-135-231 | BW             |
| Nähe Weichtunger Straße (Standort)            | Bildstock                                                               | Reliefblock mit Darstellung der Vierzehnheiligen und einer Kreuzigungsgruppe, auf Säule über Postament, Sandstein, 1620                                                                            | D-6-72-135-230 | weitere Bilder |
| Pfarrer-Braum-Straße 1 (Standort)             | Ehemaliges Wohnstallhaus                                                | Eingeschossiger Satteldachbau mit verputztem Erdgeschoss und Fachwerkgiebel, 18. Jahrhundert | D-6-72-135-220 | weitere Bilder |
| Pfarrer-Braum-Straße 5 (Standort)             | Ehemaliger Pfarrhof                                                     | Zweigeschossige, verputzte Dreiflügelanlage mit Eckquaderungen und Walm- bzw. Satteldächern, 1741–43                                                                                               | D-6-72-135-221 | weitere Bilder |
| Pfarrer-Braum-Straße 5 (Standort)             | Ehemaliger Pfarrhof, Pfarrscheune                                       | Eingeschossiger Satteldachbau aus Bruchstein, wohl erste Hälfte 18. Jahrhundert | D-6-72-135-221 | weitere Bilder |
| Pfarrer-Braum-Straße 5 (Standort)             | Ehemaliger Pfarrhof, Umfriedung mit zwei Pforten                        | Sandstein, wohl erste Hälfte 18. Jahrhundert | D-6-72-135-221 | weitere Bilder |
| Poppenlauerer Straße (Standort)               | Bildstock                                                               | Relief mit Heiligem Vitus und Kreuzigungsgruppe auf Säule über Postament, Sandstein, bezeichnet „1715“                                                                                             | D-6-72-135-266 | weitere Bilder |
| Poppenlauerer Straße 12 (Standort)            | Ehemaliges Wohnstallhaus                                                | Eingeschossiger Satteldachbau mit verputztem Erdgeschoss, Fachwerkgiebel und Zwerchhaus, 18. Jahrhundert                                                                                           | D-6-72-135-222 | BW             |
| Schleußinger Holz (Standort)                  | Kreuzschlepper                                                          | Figur des kreuztragenden Christus auf hohem Postament, mit moderner Blechüberdachung, Sandstein, 1845                                                                                              | D-6-72-135-238 | BW             |
| Steggasse (Standort)                          | Kriegerdenkmal, für die Gefallenen des Krieges von 1870/71              | Mariensäule auf Postament mit Waffenrelief, Sandstein, 1907 | D-6-72-135-261 | weitere Bilder |
| Steggasse (Standort)                          | Kriegerdenkmal, Einfriedung                                             | Sandstein und Gusseisen, zeitgleich | D-6-72-135-261 | weitere Bilder |
| Steggasse (Standort)                          | Wegkreuz                                                                | Kruzifix auf Postament mit Inschrift, Sandstein, bezeichnet „1757“ | D-6-72-135-267 | weitere Bilder |
| Steggasse 1 (Standort)                        | Pforte                                                                  | Sandstein, bezeichnet „1746“ | D-6-72-135-223 | BW             |
| Steggasse 3 (Standort)                        | Ehemaliges Wohnstallhaus                                                | Zweigeschossiger, verputzter Fachwerkbau, Giebelseite in der Formensprache des Barock, bezeichnet „1716“, Obergeschoss bezeichnet „1875“; Pforte, Sandstein, 18. Jahrhundert                       | D-6-72-135-225 | weitere Bilder |
| Steggasse 3 (Standort)                        | Pforte                                                                  | Sandstein, 18. Jahrhundert | D-6-72-135-225 | weitere Bilder |
| Steggasse 4 (Standort)                        | Katholische Pfarrkirche St. Vitus                                       | Saalbau mit eingezogenem Chor, Langhaus 1601 über romanischem Kern errichtet, Chor 1710, Turm der Südseite nach Blitzeinschlag in der ersten Hälfte des 19. Jahrhunderts erneuert; mit Ausstattung | D-6-72-135-226 | weitere Bilder |
| Steggasse 4 (Standort)                        | Kirchhofmauer mit Grabdenkmälern der ersten Hälfte des 19. Jahrhunderts | Wohl zeitgleich mit Kirchenausbau | D-6-72-135-226 | weitere Bilder |
| Steggasse 4 (Standort)                        | Golgatha-Gruppe mit Kreuzwegstationen                                   | Sandstein, 1839 | D-6-72-135-226 | weitere Bilder |
| Steggasse 4 (Standort)                        | Kruzifix                                                                | In Formen des Rokoko, Sandstein, 1760 | D-6-72-135-226 | weitere Bilder |
| Steggasse 8 (Standort)                        | Pforte                                                                  | Sandstein, bezeichnet „1704“ | D-6-72-135-227 | weitere Bilder |
| Steggasse 14 (Standort)                       | Ehemaliges Wohnstallhaus                                                | Zweigeschossiger Satteldachbau mit Zierfachwerk im Obergeschoss und Giebel, 17./18. Jahrhundert | D-6-72-135-228 | weitere Bilder |
| Steggasse 14 (Standort)                       | Pforte bekrönt von einem Kreuzschlepper                                 | Sandstein, bezeichnet „1747“ | D-6-72-135-228 | weitere Bilder |
| Weichtunger Straße 2 (Standort)               | Ehemaliges Wohnstallhaus                                                | Zweigeschossiges Eckgebäude mit Satteldach, Erdgeschoss verputzt, mit Fachwerkoberstock und Giebelfeld, 17./18. Jahrhundert                                                                        | D-6-72-135-229 | weitere Bilder |
| Weichtunger Tannig; Maßbacher Höhe (Standort) | Bildstock                                                               | Reliefaufsatz mit Darstellung der Heiligen Dreifaltigkeit, Rückseite mit Gnadenbild von Vierzehnheiligen, auf Säule über Postament, Säule erneuert, Sandstein, um 1830                             | D-6-72-135-237 | weitere Bilder |
| Wenkheimer Weg (Standort)                     | Wegkreuz                                                                | Steinkreuz auf Postament, Christuscorpus fehlt, bezeichnet „1753“ | D-6-72-135-235 | BW             |
| Wirtsgasse 2 (Standort)                       | Heiligenhäuschen                                                        | Sandstein, bezeichnet „1816“ | D-6-72-135-224 | weitere Bilder |
| Zigeuneräcker (Standort)                      | Wegkreuz                                                                | Kruzifix auf Postament mit Inschrift, Sandstein, bezeichnet „1834“ | D-6-72-135-232 | BW             |

### Windheim
| Lage                                      | Objekt                                 | Beschreibung | Akten-Nr.      | Bild           |
| ----------------------------------------- | -------------------------------------- | --- | -------------- | -------------- |
| Birkengewanne; Fünfviertel (Standort)     | Wegkreuz                               | Kruzifix auf Postament mit Inschrift, Sandstein, bezeichnet „1883“                                                                                  | D-6-72-135-241 | BW             |
| Fünfviertel (Standort)                    | Kreuzdachbildstock                     | Mit Inschrift und Kreuzrelief, Sandstein, bezeichnet „1646“                                                                                         | D-6-72-135-242 | BW             |
| Hohner Weg (Standort)                     | Bildstock                              | Relief mit Kruzifix auf Säule über Postament, Säulenschaft erneuert, Sandstein, zweite Hälfte 19. Jahrhundert                                       | D-6-72-135-243 | BW             |
| Kreuzstraße 29; Kreuzstraße 31 (Standort) | Katholische Kuratiekirche Mariä Geburt | Saalbau mit eingezogenem Chor, heutige Sakristei Chor der Vorgängerkirche, spätmittelalterlich, Langhaus und heutiger Chor um 1820; mit Ausstattung | D-6-72-135-239 | weitere Bilder |
| Kreuzstraße 29; Kreuzstraße 31 (Standort) | Kirchhofmauer                          | Sandsteinquader, wohl zeitgleich mit Kirchenneubau                                                                                                  | D-6-72-135-239 | BW             |
| Kreuzstraße 29; Kreuzstraße 31 (Standort) | Friedhofskreuz                         | Kruzifix auf Postament mit Inschrift, Sandstein, bezeichnet „1826“                                                                                  | D-6-72-135-239 | BW             |
| Nähe Bischof-Arno-Straße (Standort)       | Wegkreuz                               | Kruzifix auf Postament mit Inschrift, Sandstein, bezeichnet „1852“                                                                                  | D-6-72-135-240 | BW             |
| Steinbusch (Standort)                     | Kreuzdachbildstock                     | Relief mit Kreuzigungsgruppe auf Vierkantsäule, mit modernem Heiligem-Hubertus-Bild, Muschelkalk, bezeichnet „1609“                                 | D-6-72-135-244 | BW             |

### Keinem Gemeindeteil zugeordnet
| Lage                | Objekt                                       | Beschreibung | Akten-Nr.      | Bild |
| ------------------- | -------------------------------------------- | --- | -------------- | ---- |
| Soldatenkirchhof () | Gedenkstein für 125 österreichische Soldaten | Sockel mit gedrungenem Pfeiler und quaderartigem Aufsatz mit Inschrift, Sandstein, bekrönt von Schmiedeeisenkreuz, bez. 1796 | D-6-72-135-372 |      |

## Ehemalige Baudenkmäler
In diesem Abschnitt sind Objekte aufgeführt, die früher einmal in der Denkmalliste eingetragen waren, jetzt aber nicht mehr. Objekte, die in anderem Zusammenhang – also z. B. als Teil eines Baudenkmals – weiter eingetragen sind, sollen hier nicht aufgeführt werden. Aktennummern in diesem Abschnitt sind ehemalige, jetzt nicht mehr gültige Aktennummern.

| Lage                                      | Objekt            | Beschreibung | Akten-Nr.      | Bild           |
| ----------------------------------------- | ----------------- | --- | -------------- | -------------- |
| Münnerstadt Hafenmarkt 12 (Standort)      | Wohngebäude       | Eingeschossiger, verputzter Satteldachbau, ehemals wohl Bruchsteinmauerwerk, im Kern 17. Jahrhundert                                     | D-6-72-135-29  | BW             |
| Münnerstadt Hafenmarkt 12 (Standort)      | Nebengebäude      | Eingeschossiger Satteldach- bzw. Frackdachbau, im Kern wohl zeitgleich, grenzt an die Stadtmauer                                         | D-6-72-135-29  | BW             |
| Münnerstadt Marktplatz 14 (Standort)      | Wohnhaus          | Zweigeschossiger, giebelständiger Fachwerkbau mit verputztem Erdgeschoss und Schopfwalm, über älterem Kern, erste Hälfte 19. Jahrhundert | D-6-72-135-54  | weitere Bilder |
| Münnerstadt Zentstraße (Standort)         | Kreuzigungsgruppe | Sandstein, am Sockel bezeichnet „1839“                                                                                                   | D-6-72-135-86  | BW             |
| Althausen Nähe Reifenberg ()              | Bildstock         | Kreuzigungsrelief auf Stele, Sandstein, bezeichnet „1667“                                                                                | D-6-72-135-109 |                |
| Brünn am Friedhof ()                      | Bildstock         | 1687 | D-6-72-135-114 |                |
| Fridritt Edelbachstraße 22 (Standort)     | Hausfigur         | 18./19. Jahrhundert | D-6-72-135-125 | BW             |
| Großwenkheim Grabfeldstraße 30 (Standort) | Hausfigur         | 18. Jahrhundert | D-6-72-135-143 | BW             |
| Großwenkheim Rhönstraße 11 (Standort)     | Marienstatue      | 1885 | D-6-72-135-146 | BW             |
| Kleinwenkheim Urlesholz ()                | Heiligenhäuschen  | Sandstein, bezeichnet „1893“ | D-6-72-135-259 |                |
| Seubrigshausen Zehntwiesen (Standort)     | Kapellchen        | 1768 | D-6-72-135-200 | BW             |